# Liste Coburger Brunnen
In der Liste der Brunnen in Coburg sind  Brunnenanlagen in der Coburger Kernstadt aufgeführt. Die Liste ist chronologisch nach der Erbauung geordnet und erhebt keinen Anspruch auf Vollständigkeit.
Über 30 Brunnen weist die Stadt Coburg auf. Namentlich bekannt sind aus der Vergangenheit über 60 Stück. Diese dienten früher der Versorgung der Bevölkerung mit Trink- und Gebrauchwasser sowie dem Brandschutz. Mit dem Bau der Wasserleitungen ab 1890 verloren die Brunnen ihre ursprüngliche Funktion. Heute sind sie in Coburg noch fünf Kastenbrunnen vorhanden. Im Regelfall sind die Brunnen an das Wasserversorgungsnetz angeschlossen und meist Zierbrunnen.

## Albrechtsbrunnen

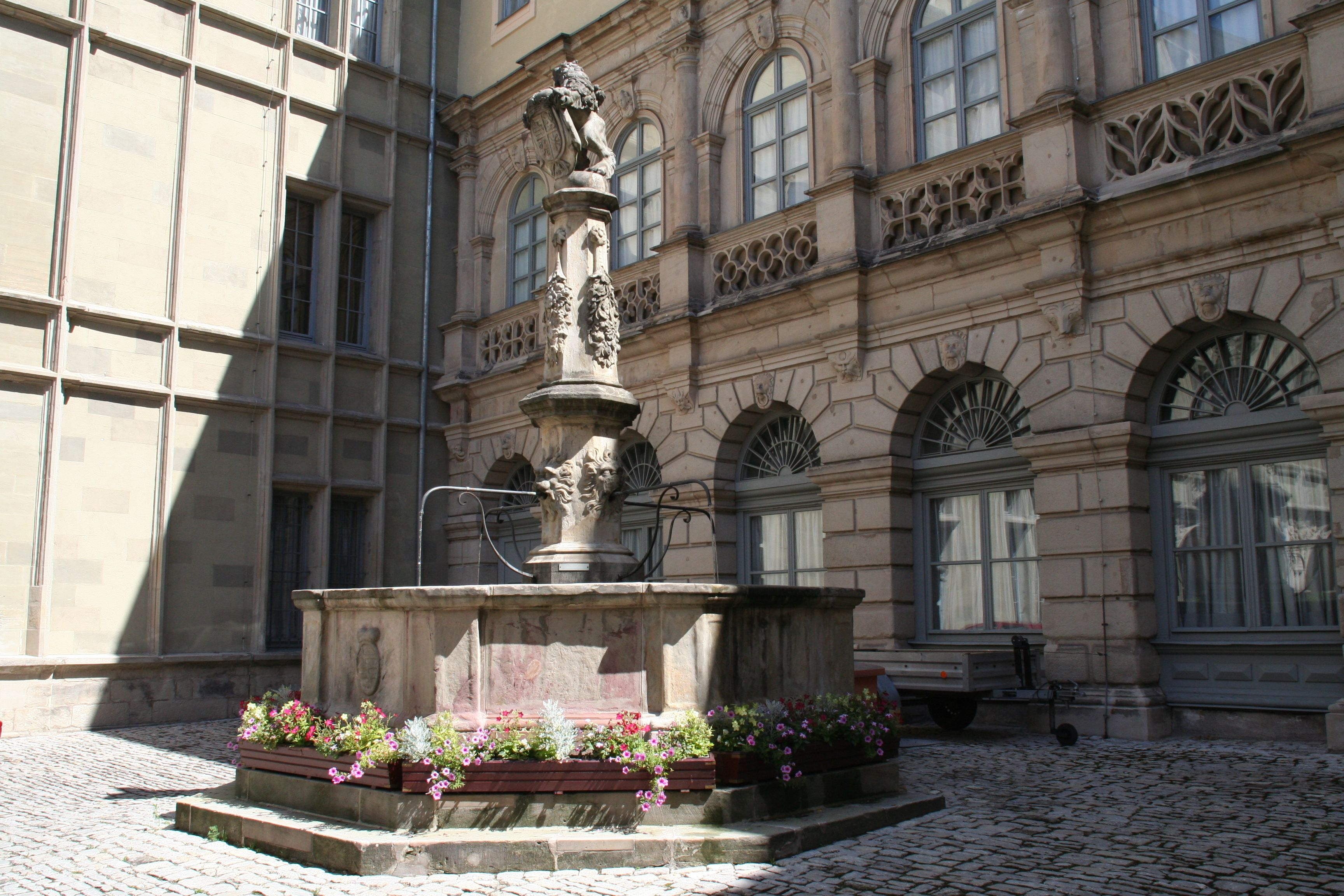
Albrechtsbrunnen

- Standort: Der Albrechtsbrunnen steht im südlichen Innenhof des Schlosses Ehrenburg (50° 15′ 28″ N, 10° 58′ 3,1″ O).
- Geschichte: Der Albrechtsbrunnen wurde als einer der ersten, urkundlich genannten Coburger Brunnen im Jahr 1259 im damaligen Barfüßerkloster errichtet und verblieb in seiner Lage, als der Umbau des Klosters zum Schloss in den Jahren 1542 bis 1549 durchgeführt wurde. Ab 1572 speiste eine Quelle aus Wüstenahorn, ab 1794 eine am Wolfsrangen und an der Weinstraße den Brunnen mit Wasser. 1840 fand eine umfangreiche Restaurierung statt, 1967 wurde der Brunnen stillgelegt, 1972 wieder instand gesetzt und an das Wasserleitungsnetz angeschlossen.
- Beschreibung: Das achteckige Becken des Kastenbrunnens weist Eckpilaster auf. In der Mitte befindet sich ein steinerner Brunnenstock mit vier Löwenmasken, in deren Maul die Röhren für das Brunnenwasser angebracht sind. Auf der Brunnensäule, um 1680 von dem Bildhauer Hans Philipp Langenhan hergestellt, steht ein Löwe mit einem Wappenschild. Auf diesem sind zur Erinnerung an die Ehe von Herzog Johann Ernst mit Charlotte Johanna von Waldeck-Wildungen die Wappen von Sachsen (Rautenkranz mit Löwe) und von Waldeck (Löwe und Scepterkranz) abgebildet. Darunter ist der Elephantenorden dargestellt, den König Christian V. von Dänemark dem Namensgeber des Brunnens Herzog Albrecht verliehen hatte.

## Rückertbrunnen

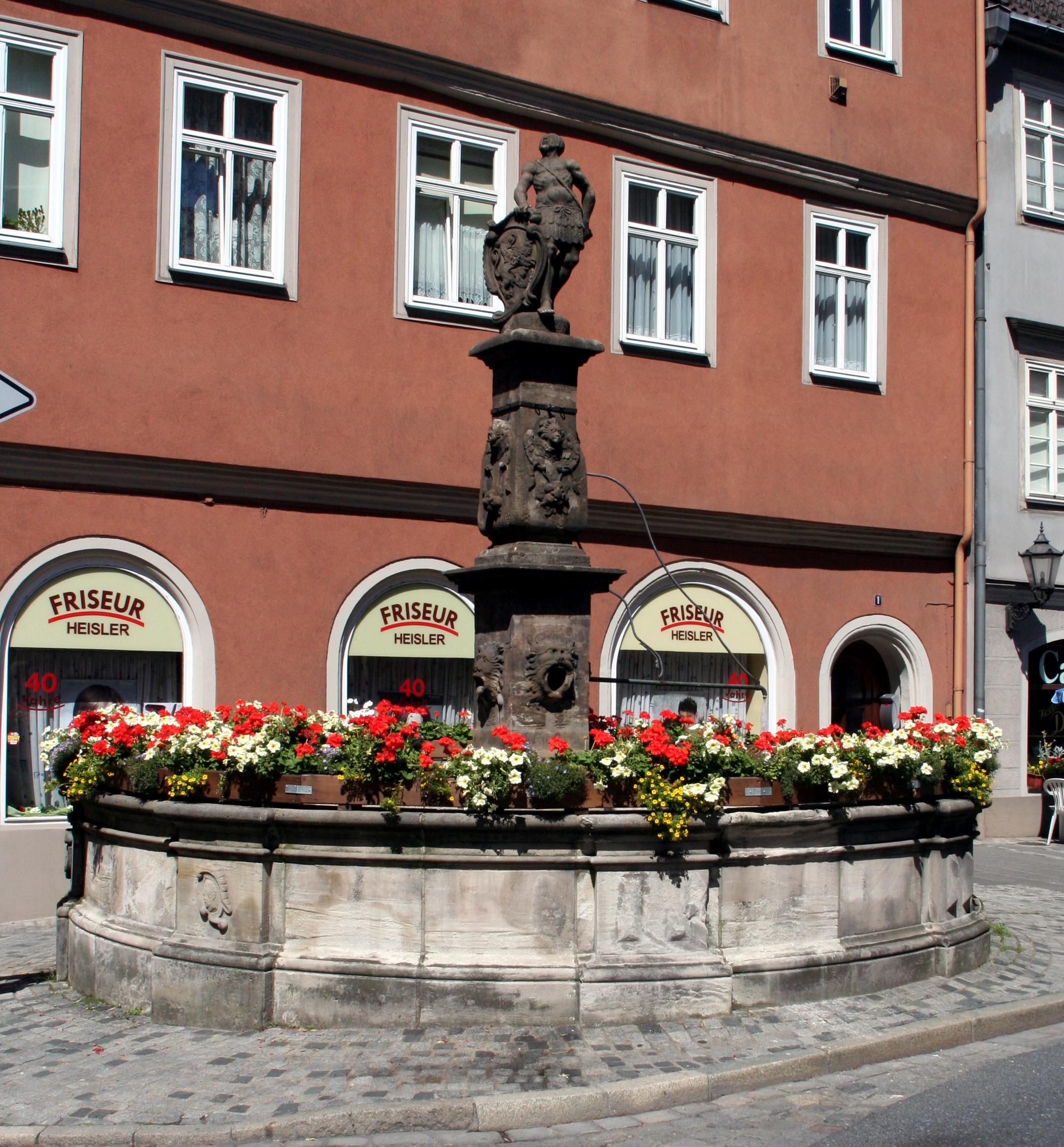
Rückertbrunnen

- Standort: Der Rückertbrunnen steht am Beginn der Rückertstraße an der Steingasse, gegenüber vom Schloss Ehrenburg (50° 15′ 27,8″ N, 10° 58′ 0″ O).
- Geschichte: Im Jahr 1279 wurde der Rückertbrunnen als Holzkonstruktion errichtet, seit etwa 1404 ist es ein Steinbrunnen. Nach einer Instandsetzung im Jahr 1550 folgte 1680 durch Hans Philipp Langenhan der Neubau des steinernen Kastens und der heute noch vorhandenen Brunnensäule. Im Jahr 1961 fand eine Sanierung des Brunnens statt. Der Rückertbrunnen war ein wichtiger Bestandteil der Coburger Wasserversorgung, da er das Wasser über ein Leitungssystem zu anderen Brunnen in der Stadt verteilte. Es ist heute der einzige Coburger Laufbrunnen. Er bezieht sein Wasser noch direkt von einer Quelle im Pilgramsroth.
- Beschreibung: Der Kasten- oder Stockbrunnen weist ein rundes Becken verstärkt durch acht Pilaster auf, von denen zwei mit Mohrenkopf- und Löwenrelief geschmückt sind. In der Mitte ist ein vierkantiger Brunnenstock mit vier Löwenköpfen angeordnet, von denen einer mit einer Laufröhre Wasser speit. Darüber sind auf jeder Seite Engelsköpfchen mit Fruchtgehängen abgebildet. Auf der Säule steht eine Skulptur, die den Schutzpatron Coburgs, den Heiligen Mauritius mit Blickrichtung Morizkirche darstellt. In der rechten Hand hält er ein Schwert und in der linken ein Schild mit einem Löwenwappen. Der Löwe kann als alter Meißener Löwe angesehen werden, der im Coburger Stadtwappen vor dem Mohrenkopf vorhanden war.

## Queckbrunnen

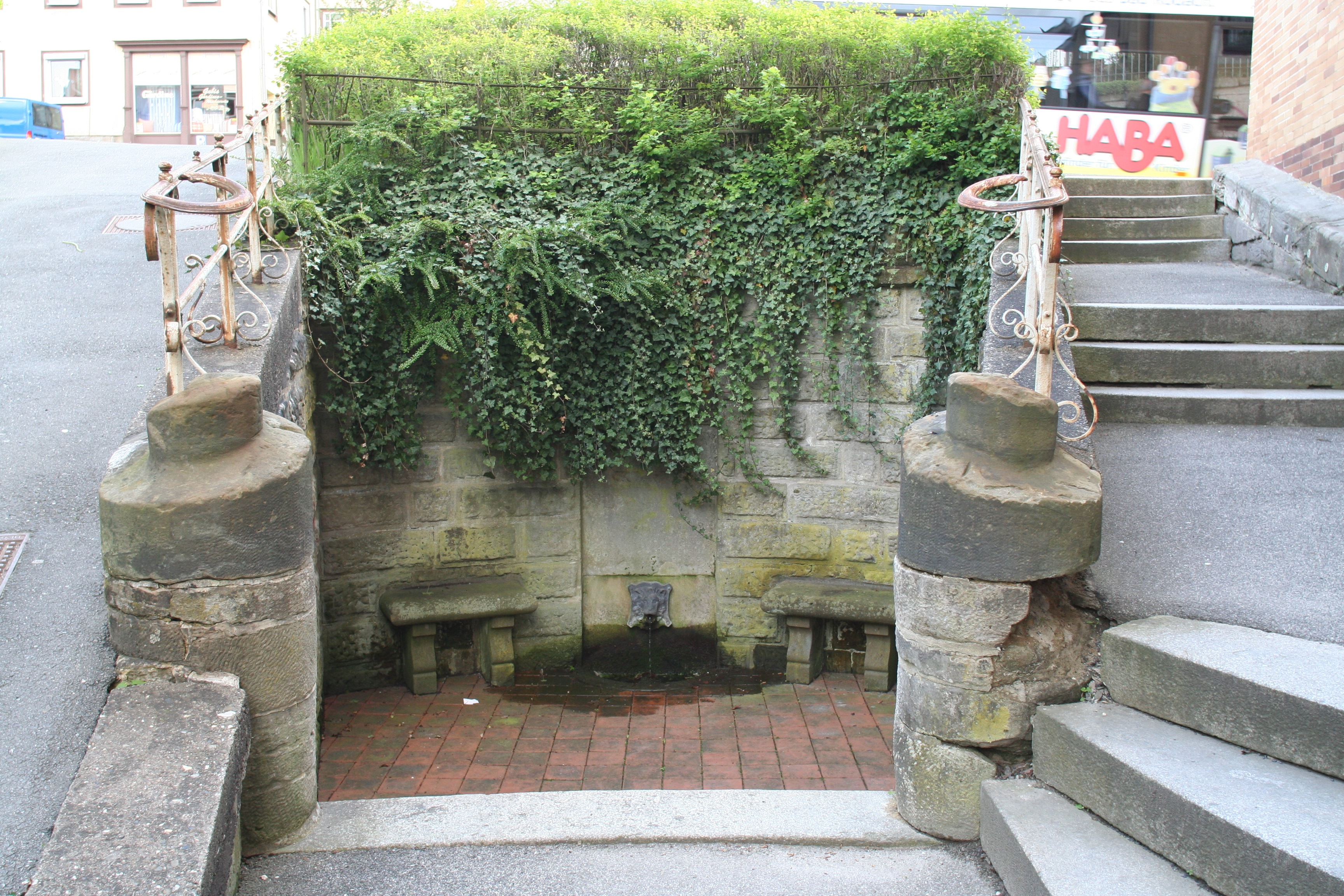
Queckbrunnen

- Standort: Der Queckbrunnen steht am Anfang der Queckbrunngasse, an der Einmündung zum Steintor in Höhe des Hauses 17 (50° 15′ 24,8″ N, 10° 58′ 10,5″ O).
- Geschichte: Im Jahr 1325 wurde der Queckbrunnen erstmals in den Chroniken urkundlich erwähnt. Vermutlich hat er schon lange zuvor Wasser gespendet. Der Name bedeutet im Mittelhochdeutschen eine Quelle, wörtlich einen lebendigen Brunnen. Um 1405 versiegte die Quelle. Im Jahr 1601 wurden erneut zwei Quellen unter dem Brunnen entdeckt, die mit Steinen in einer Gewölbenische neu gefasst wurden. 1886 folgte der Umbau zu seiner heutigen Gestalt neben das Haus Steintor 17. Im Jahr 1992 wurde eine Renovierung durchgeführt. Der Brunnen ist bis heute nicht an eine Wasserleitung angeschlossen und wird aus der eigenen Quelle gespeist.
- Beschreibung: Der Queckbrunnen liegt unter dem Straßenniveau und ist über eine Treppe, flankiert von runden Steinpfosten, mit sechs konvexen Stufen erreichbar. Die Seitenwände aus Natursteinquadern werden oben durch ein Schmiedeeisengitter abgeschlossen. Die tiefer liegende Brunnennische weist an der gekrümmten Rückwand, zwischen zwei Steinbänken, den Brunnenauslass mit einem gusseisernen Löwenkopf auf.

## Kindleinsbrunnen

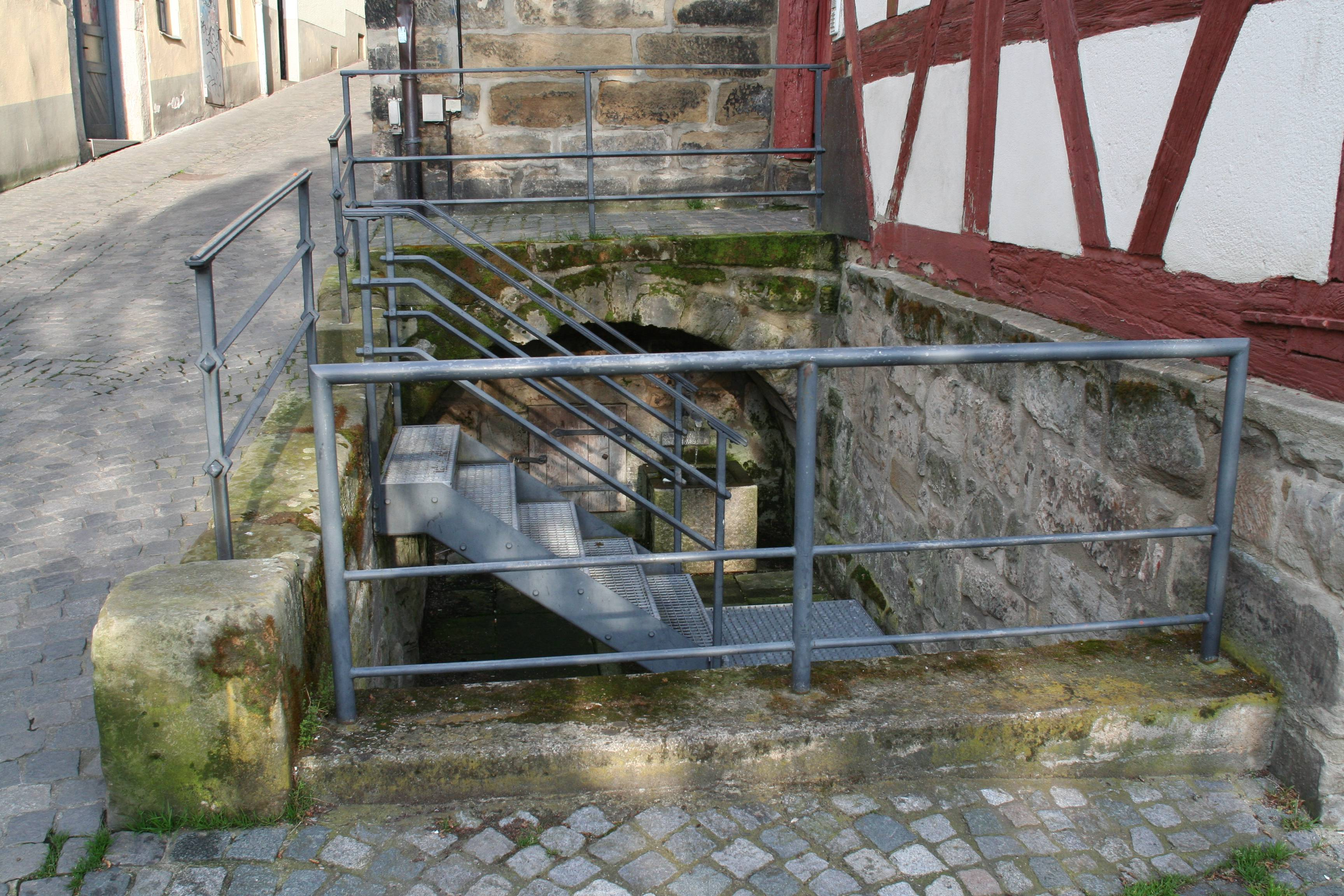
Kindleinsbrunnen

- Standort: Der Kindleinsbrunnen steht am Ende der Brunnengasse, an der Einmündung zum Lohgraben (50° 15′ 42,3″ N, 10° 57′ 54″ O).
- Geschichte: Im Jahr 1428 wurde die Brunnengasse erstmals urkundlich erwähnt, woraus sich auf die Existenz eines Brunnens schließen lässt. Er wurde von einer ergiebigen Quelle gespeist. 1570 wurde von einem Kastenbrunnen gesprochen, die erste urkundliche, namentliche Erwähnung des Kindleinsbrunnens stammt von 1783. Der Name beruht auf dem heidnischen Volksglauben, dass die kleinen Kinder aus dem Wasser oder Brunnen kommen. Da das Wasser ab 1870 verunreinigt war und die Quelle aufgrund fortschreitender Bebauung langsam versiegte wurde der Brunnen 1880 zugemauert. 1968 wurden die Reste des Brunnens beseitigt. Im Jahr 1989 kam es im Rahmen der Stadtsanierung zur Wiederherstellung des Brunnens, wobei er an das Wasserleitungsnetz angeschlossen wurde.
- Beschreibung: Der Coburger Bildhauer Ruggaber baute den heutigen Brunnen, der unter dem Straßenniveau liegt. Eine stählerne Treppe führt zur rundbogig gewölbten Brunnenstube.

## Spenglersbrunnen

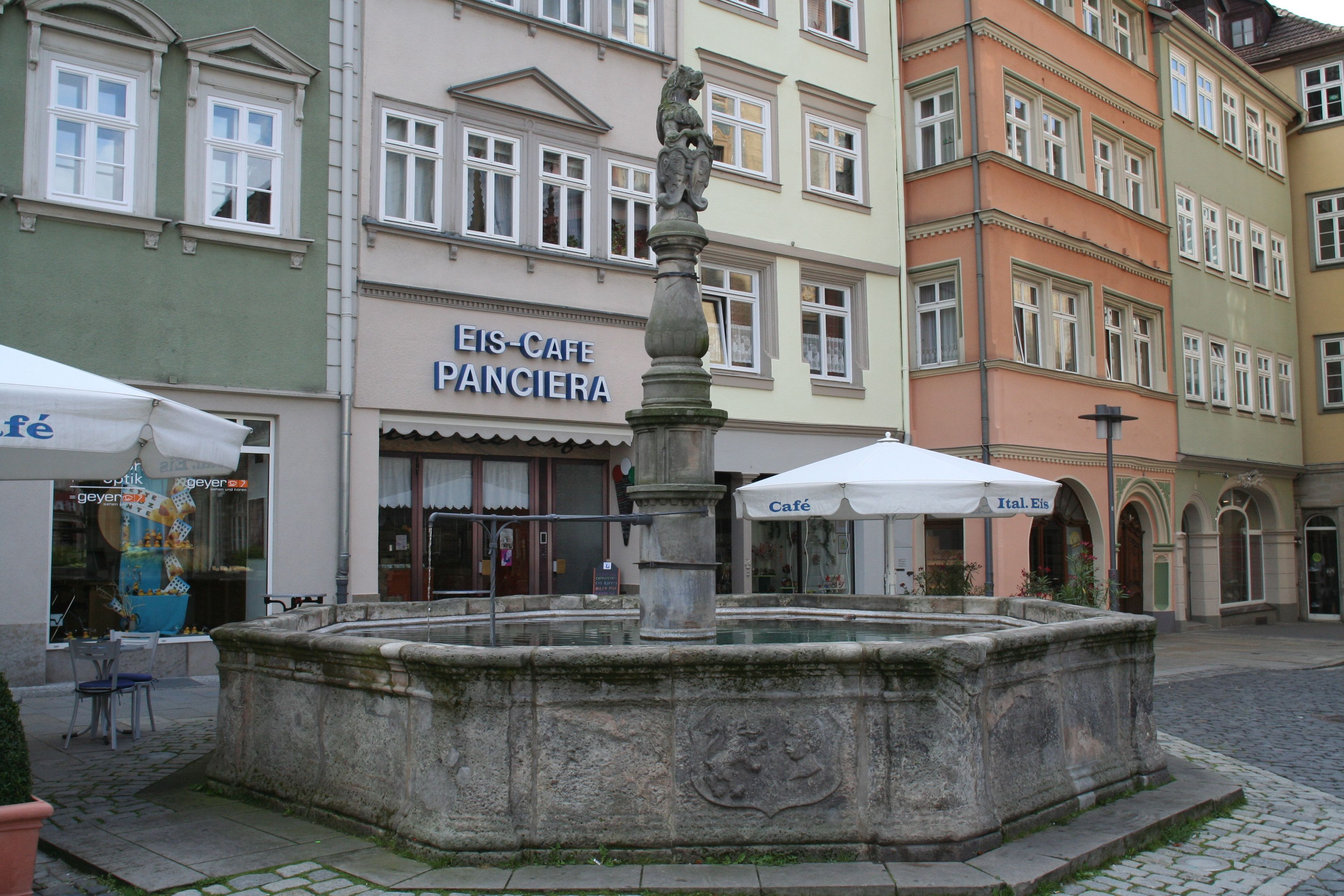
Spenglersbrunnen

- Standort: Der Spenglersbrunnen steht auf der Südostseite des Coburger Marktplatzes an der Ecke Ketschengasse (50° 15′ 28,7″ N, 10° 57′ 53,8″ O).
- Geschichte: Im Jahr 1550 wurde der Brunnen als Holzkonstruktion vor dem Anwesen des Bürgers Spengler errichtet, seit 1621 ist es ein Steinbrunnen, der 1673 umgebaut wurde. Sein Wasser bezog der Spenglersbrunnen aus dem Pilgramsroth, ab 1670 mit einer Wasserleitung über den Rückertbrunnen. Heute wird er aus dem Wasserversorgungsnetz gespeist. 1980 und 2005 wurden Renovierungen durchgeführt.
- Beschreibung: Der achteckige Kastenbrunnen besitzt einen als Baluster gebildeten Brunnenstock mit Perlstab und Blattkranz. Auf der Vorderseite ist eine Laufröhre vorhanden. Die Beckenwand ziert unter anderem ein Relief, das einen Löwen und ein Mohrenkopf darstellt. Auf der Säule steht ein steinerner Löwe, der Richtung Westen blickt und zwei Wappenschilder hält, auf denen wiederum die Stadtwappen, ein Löwe und ein Mohrenkopf, abgebildet sind.

## Brunnen „Am Grünen Baum“

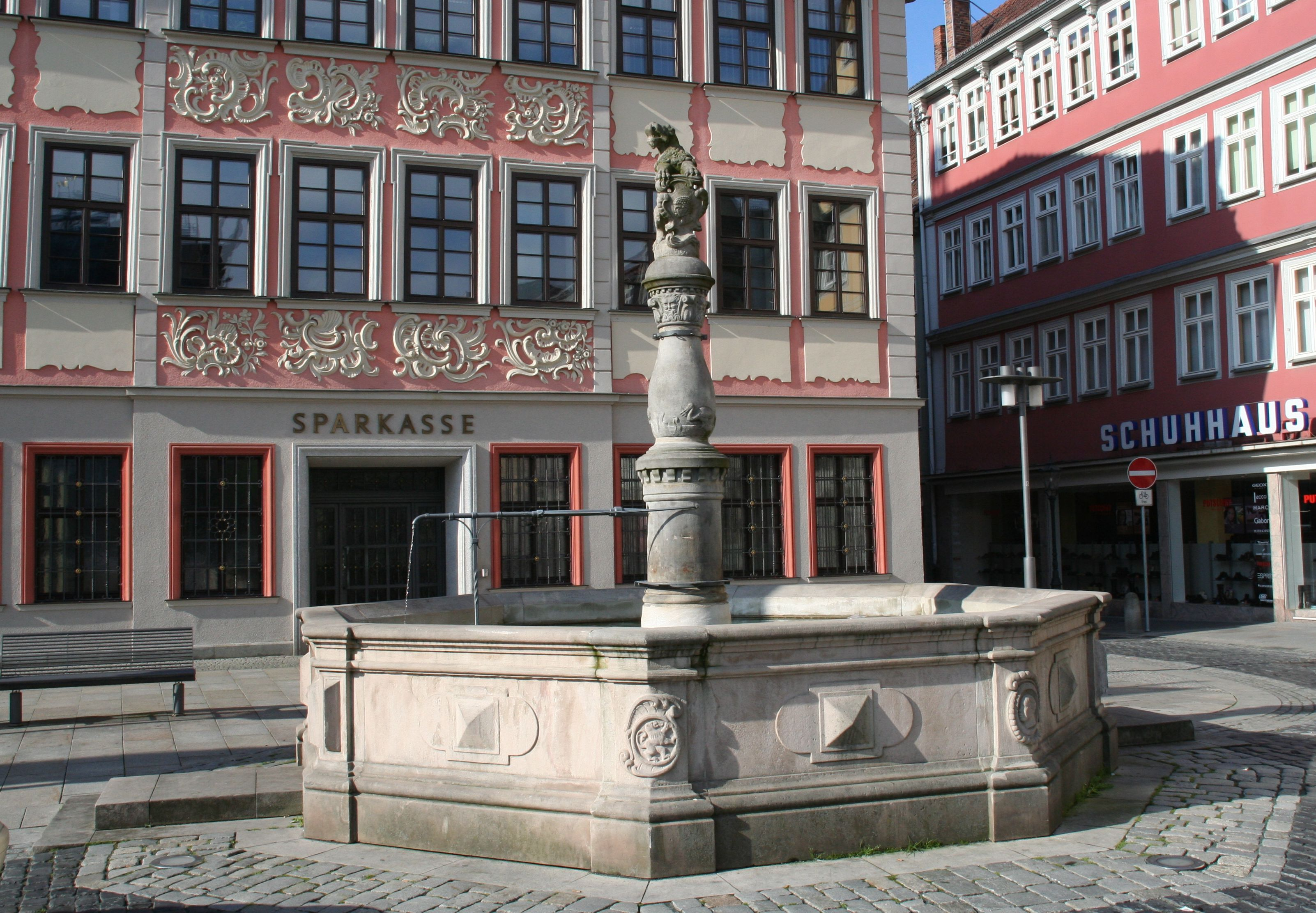
Brunnen „Am Grünen Baum“

- Standort: Der Brunnen „Am Grünen Baum“, heute auch oft Sparkassenbrunnen genannt, steht vor dem Sparkassengebäude auf der Südwestseite des Coburger Marktplatzes an der Ecke Rosengasse (50° 15′ 29,3″ N, 10° 57′ 51,6″ O).
- Geschichte: Im Jahr 1550 wurde der Brunnen als Holzkonstruktion errichtet. 1677 kam es zum Neubau als Steinbrunnen vor dem Gasthaus Zum grünen Baum im Haus Markt 4. Sein Wasser bezog der Brunnen ab 1670 mit einer Wasserleitung aus dem Rückertbrunnen. Seit 1961 wird er aus dem Wasserversorgungsnetz gespeist. 1977 wurde eine Renovierung durchgeführt.
- Beschreibung: Das achteckige Becken des Kasten- beziehungsweise Stockbrunnens weist Brüstungen und Eckpilaster auf, die mit Diamantquadern und Schilden mit Löwen- und Mohrenkopfreliefen geziert sind. Der als Baluster gebildete Brunnenstock besitzt auf der Vorderseite eine Laufröhre, darüber sind Pelikane abgebildet. Auf der Säule steht ein steinerner Löwe, der Richtung Osten blickt und ein Wappen mit dem Mohrenkopf als Stadtwappen hält.

## Ketschentorbrunnen

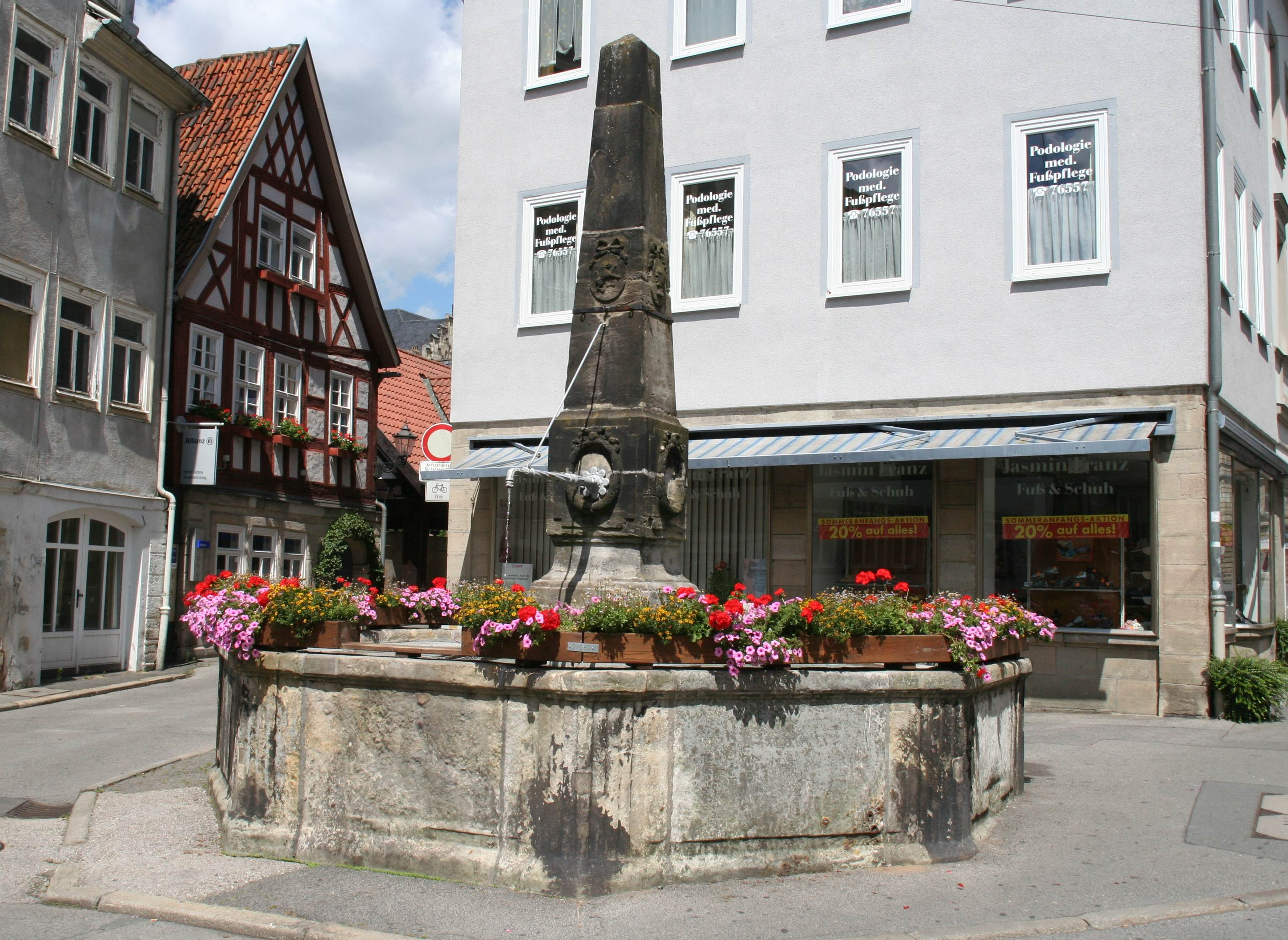
Ketschentorbrunnen

- Standort: Der Ketschentorbrunnen, auch Säumarktbrunnen genannt, steht in der unteren Ketschengasse vor dem Haus 40, an der Einmündung der Kuhgasse (50° 15′ 21,3″ N, 10° 57′ 50,9″ O).
- Geschichte: Im Jahr 1566 wurde der Brunnen als Holzkonstruktion errichtet, seit 1657 ist es ein Steinbrunnen. Im Jahr 1800 kam es zum Umbau. Einen Säumarkt gab es seit etwa 1860 an dem Platz. Quellen des Albrechtsgarten auf der Hut versorgten den Brunnen. 1969 ist er an das Wasserleitungsnetz angeschlossen worden.
- Beschreibung: Der Kastenbrunnen weist ein achteckiges Becken auf. Der Brunnenstock besteht aus einem rechteckigen, steil gekehlten Sockel, auf dem ein klassizistischer Obelisk angeordnet ist. Die vier Sockelspiegel tragen rosettenförmige Kränze, wobei nur einer mit einer nach Süden gerichteten Brunnenröhre ausgestattet ist. Der Obelisk ist mit Kreisschildern am Bandwerk, von denen zwei mit dem Löwen auf der Südseite und dem Mohrenkopf auf der Ostseite ausgestattet sind, geschmückt.

## Bürglaßbrunnen

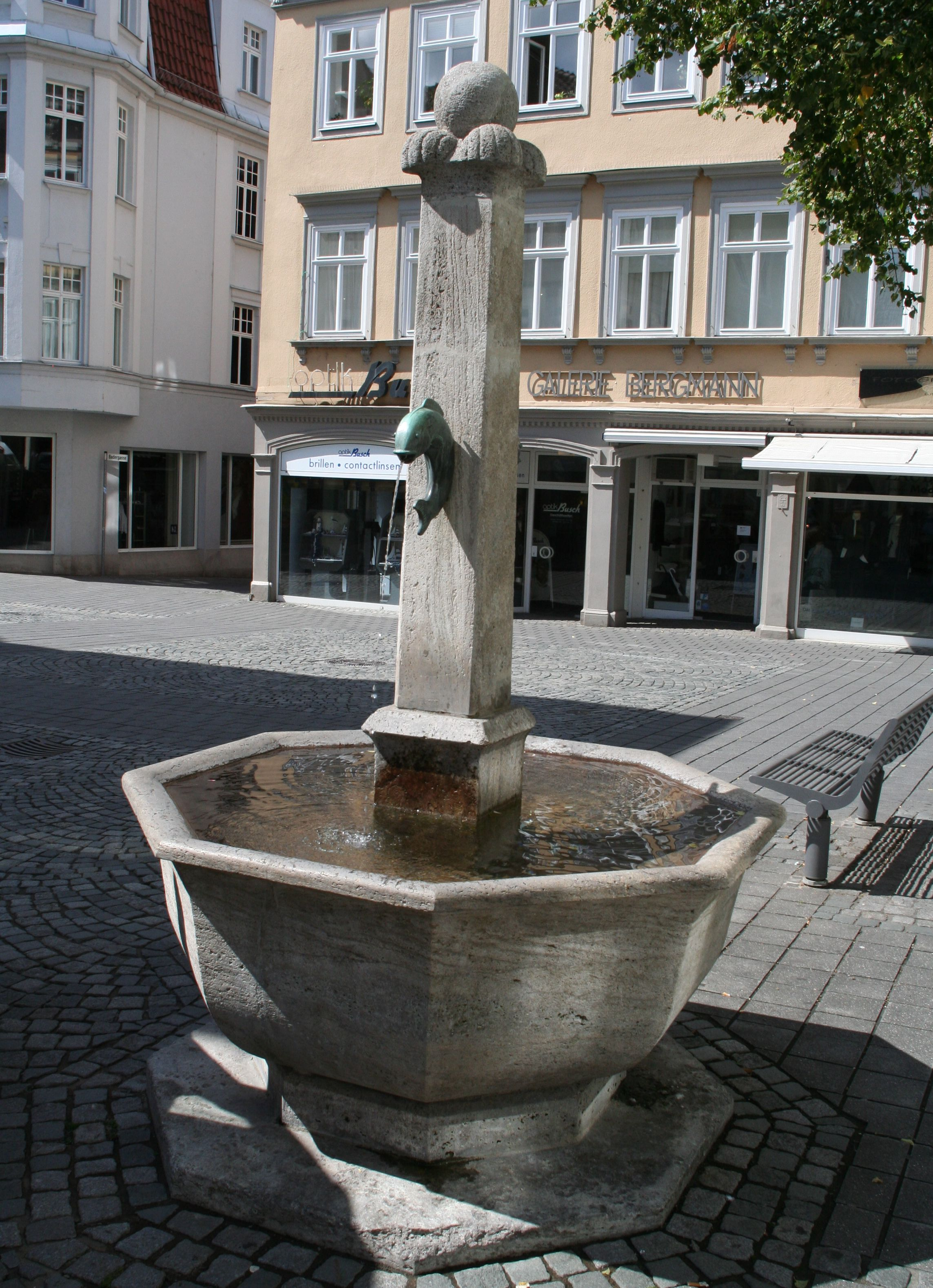
Bürglaßbrunnen

- Standort: Der Bürglaßbrunnen steht am Ende des Unteren Bürglaß, an der Einmündung zum Steinweg (50° 15′ 40,2″ N, 10° 57′ 55,6″ O).
- Geschichte: Im Jahr 1610 wurde der Bürglaßbrunnen als Kastenbrunnen in Holz errichtet. Ab 1616 speisten Quellen im Hörnleins- und Kürengrund den Brunnen. Im Jahr 1707 folgte ein Neubau, diesmal mit Steinen aus einem Steinbruch bei Füllbach. Da der Brunnen ein Verkehrshindernis war, veranlasste die Stadt 1953 den Abbruch des achteckigen Kastenbrunnens mit einem Brunnenstock und zwei Brunnenröhren. Im Jahr 1954 folgte der Ersatz durch einen kleineren Brunnen an gleicher Stelle. 2010 war die Säule in der Mitte abgerissen worden und der Brunnen längere Zeit trocken.
- Beschreibung: Der Bildhauer Hans Kohler gestaltete 1954 den Steinbrunnen. In einem kleinen achteckigen Becken steht ein rechteckiger Brunnenstock, den zwei bronzene Fische schmücken, die das Wasser spenden.

## Sturmsbrunnen

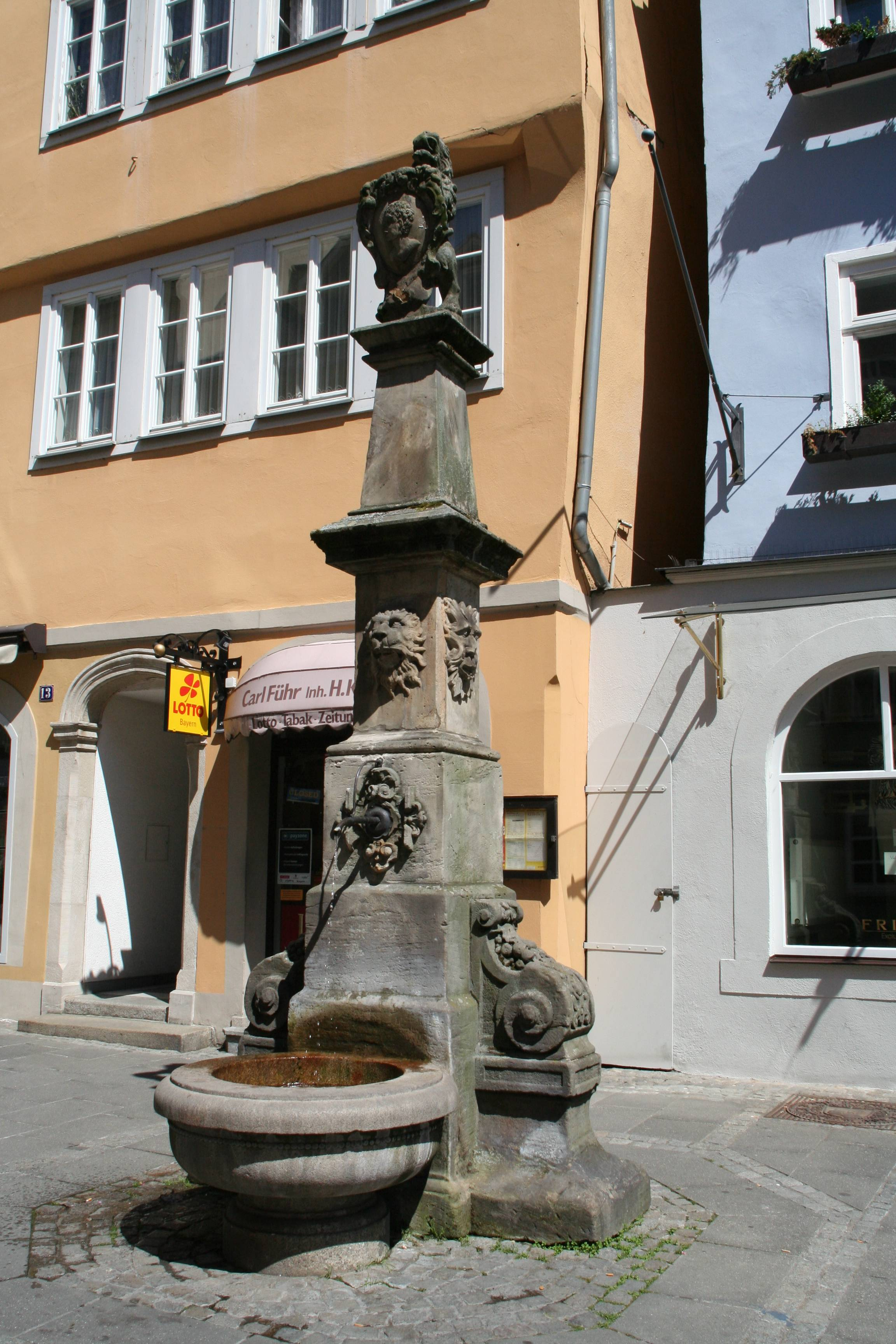
Sturmsbrunnen

- Standort: Der Sturmsbrunnen steht in der oberen Ketschengasse auf einer platzartigen Erweiterung vor dem Haus 13 (50° 15′ 26″ N, 10° 57′ 52,3″ O).
- Geschichte: Im Jahr 1618 wurde der Brunnen als Kastenbrunnen unter dem Namen Kasten in der Ketschengasse als Holzkonstruktion errichtet. Nach 1700 war es ein Steinbrunnen, der ab Mitte des 19. Jahrhunderts Sturmsbrunnen, nach dem Wirt und Brauer Anton Sturm, der in Ketschengasse 15 eine Gastwirtschaft betrieb, genannt wurde. Im Jahr 1899 folgte der Abriss des achteckigen Brunnens, da dieser dem wachsenden Straßenverkehr ein Hindernis war. Ein Jahr später wurde der Sturmsbrunnen an fast gleicher Stelle mit alter Säule und kleinem runden Wasserbecken wieder aufgebaut. 1979 wurde eine Renovierung durchgeführt. Anfänglich versorgte der Spenglersbrunnen den Brunnen, später übernahm dies bis zum Anschluss an das Wasserleitungsnetz der Brunnen im Zollhof.
- Beschreibung: Der rechteckige Brunnenstock, durch zwei Volutenstützen auf quadratischer Plinthe unten seitlich gehalten, besteht aus vier Abschnitten. Über der Brunnenröhre sind in der Mitte drei Löwenköpfe abgebildet. Auf der Säule steht ein steinerner Löwe, der als Hoheitszeichen das Stadtwappen mit einer Mohrenkopfabbildung hält.

## Brunnen im Kleinen Rosengarten

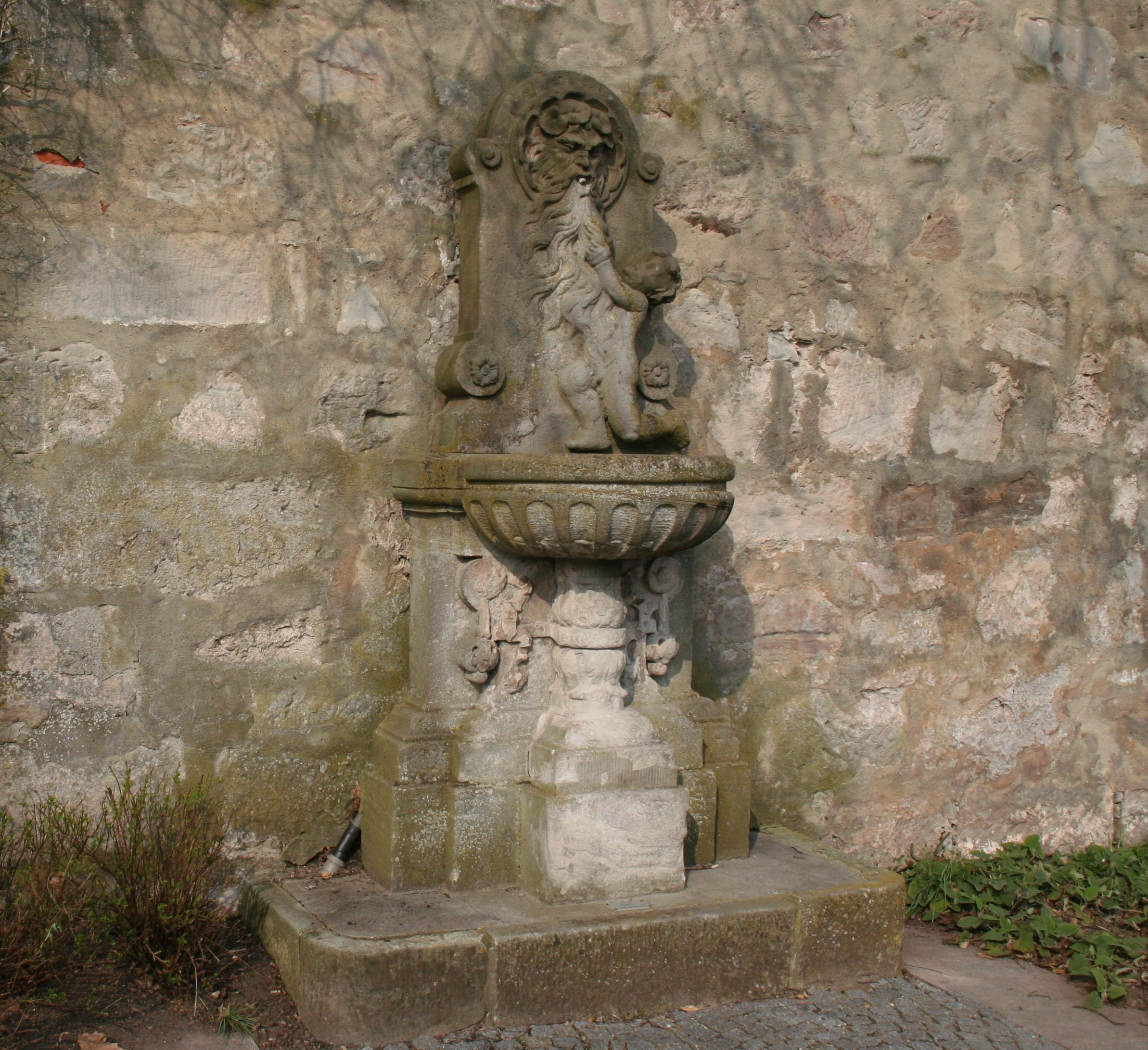
Brunnen Kleiner Rosengarten

- Standort: Der Brunnen steht im Kleinen Rosengarten, an der Bruchsteinmauer mit neugotischen Zinnenkranztürmen, die den Rosengarten vom eigentlichen Hofgarten trennt (50° 15′ 30,2″ N, 10° 58′ 17,6″ O).
- Geschichte: Etwa im Jahr 1680 wurde der Brunnen im damals unter Herzog Albrecht neu angelegten fürstlichen Lustgarten, späteren Hofgarten, aufgestellt. Es ist der einzig noch vorhandene Coburger Zierbrunnen aus dieser Zeit.
- Beschreibung: Der Steinbrunnen weist eine halbrunde Wasserschale auf. Darüber ist ein Relief angeordnet. Ein Knabe zieht dem Wassergott am Bart, der die Stirn runzelnd Wasser speit. Der Brunnen ist trocken.

## Brunnen am Bürglaßschlösschen

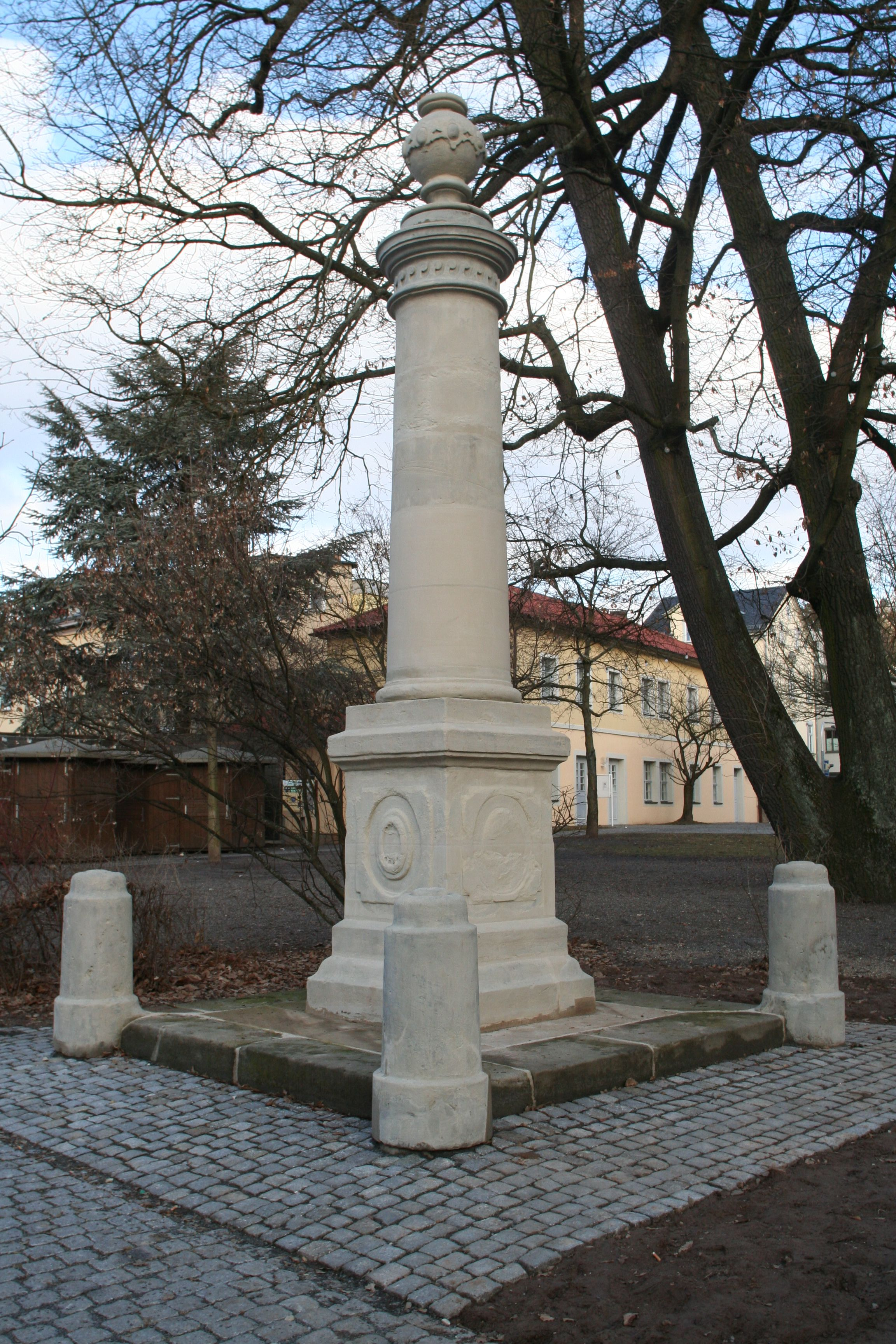
Brunnen am Bürglaßschloß

- Standort: Der Brunnen steht am Bürglaßschlösschen im Josias-Garten am Rand des Theaterplatzes (50° 15′ 36,5″ N, 10° 57′ 58″ O).
- Geschichte: Im Jahr 1691 ließ der Jägermeister und Kammerjunker Wilhelm von Witzleben den Brunnen als Laufbrunnen in der Mitte des Platzes vor dem Bürglaßschloß errichten. 1843 folgte eine Instandsetzung. Dabei wurden unter anderem die Basis im Stil des Klassizismus verziert und die hölzernen Wasserleitungen durch eiserne ersetzt. Da der Brunnen mit der Zeit ein wachsendes Verkehrshindernis darstellte, wurde die Brunnensäule als Rest des Brunnens im Rahmen einer Straßenneugestaltung 1904 vom Oberen Bürglaß in den Schlossgarten versetzt und 1969 am Gartenrand aufgestellt.
- Beschreibung: Die sechs Meter hohe Brunnensäule ist von vier runden Steinpfosten umstanden und steht auf einem einstufigen Podest. Die Säule besitzt einen quadratischen Sandsteinsockel, der mit Ovalkartuschen profiliert ist. Darauf ist eine zylindrische, glatte Steinsäule angeordnet, die in eine profilierte Deckplatte übergeht und von einer etwa ein Meter hohen skulptierten Kugel aus Stein abgeschlossen wird. Der Brunnen ist trocken.

## Brunnen auf dem Salvatorfriedhof

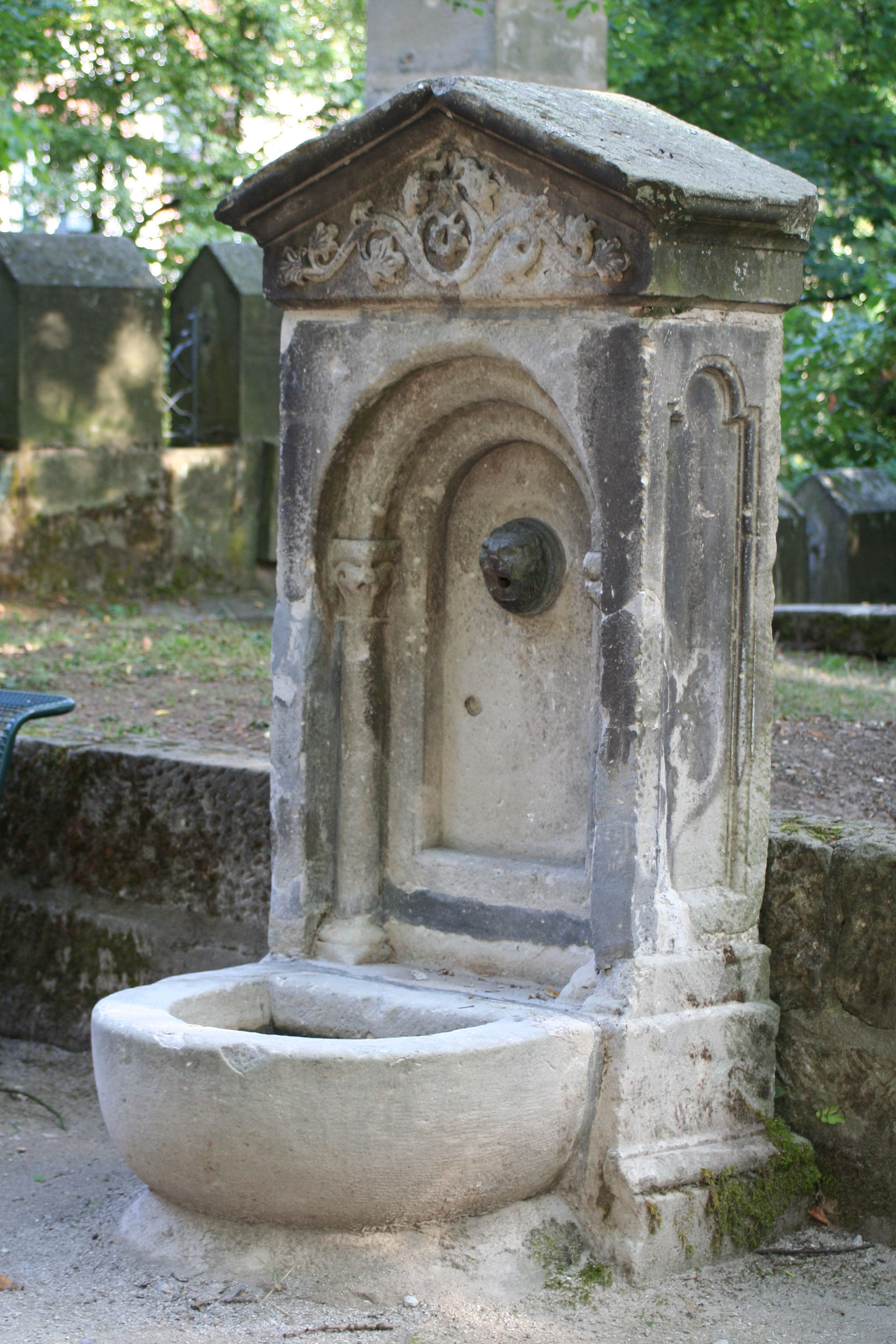
Brunnen Salvatorfriedhof

- Standort: Der Brunnen steht in der oberen Salvatorgasse in der Mitte des Salvatorfriedhofs (50° 15′ 21,3″ N, 10° 57′ 56,4″ O).
- Geschichte: Das Vorhandensein eines Brunnens auf dem Salvatorfriedhof vor der Salvatorkirche ist für das Jahr 1734 dokumentiert. Dieser befand sich an der Friedhofssüdmauer, links vom Treppenaufgang, in einer kleinen Rundung. Der Salvatorfriedhof wurde nach der Eröffnung des Friedhofs am Glockenberg 1856 aufgelassen, der Brunnen war 1869 noch in Nutzung, wurde später aber geschlossen. Mit dem Bau des benachbarten Schulgebäudes für die damalige Alexandrinenschule, in dem heute das Gymnasium Albertinum untergebracht ist, wurde das Friedhofsgelände umgestaltet und 1902 die Brunnensäule aufgestellt.
- Beschreibung: Die steinerne Brunnensäule im neuromanischen Stil entstand aus einem alten Grabstein, der um ein halbrundes Steinbecken ergänzt wurde. Ein metallener Löwenkopf dient als Wasserspeier. 1965 wurde Brunnen außer Betrieb gesetzt.

## Brunnen „Zur Fischerei“

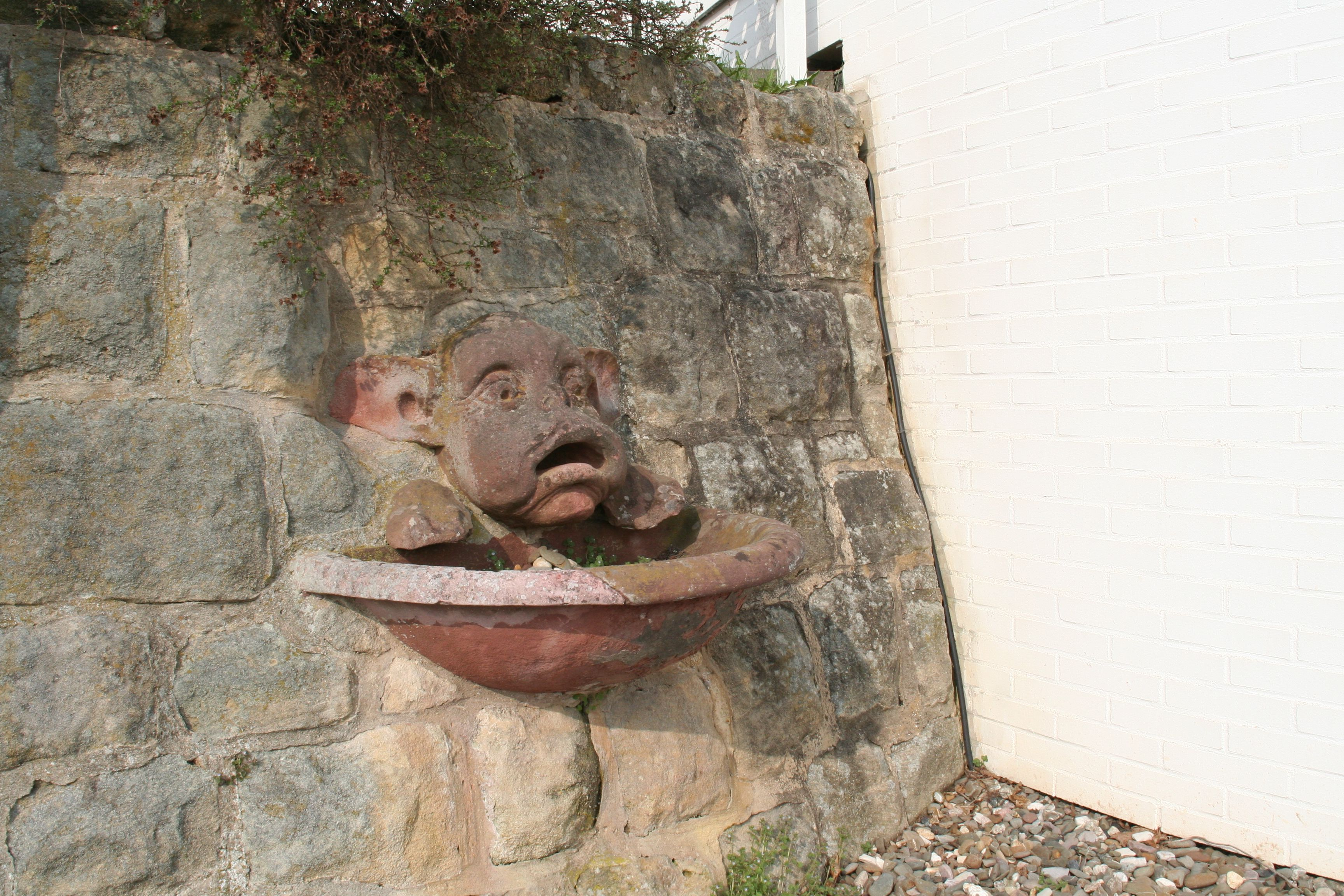
Brunnen „Zur Fischerei“

- Standort: Der Brunnen „Zur Fischerei“ steht am Aufgang zum Ausstellungsgebäude des Kunstvereins Coburg in der Leopoldstraße (50° 15′ 28,3″ N, 10° 58′ 23,5″ O).
- Geschichte: Der Brunnen wurde Ende des 19. Jahrhunderts im Biergarten der Gastwirtschaft „Zur Fischerei“ errichtet. Das Anwesen in der Webergasse gehörte von 1889 bis 1931 dem Gastwirt Wilhelm Fischer. Die Gaststätte war ein bekannter Treffpunkt der Coburger Künstler und wurde 1975 im Rahmen der Stadtsanierung für das Parkhaus Mauer abgerissen. Der Brunnen wurde später am Aufgang zum Kunstverein funktionsunfähig neu aufgestellt.
- Beschreibung: Der Steinbrunnen weist eine halbrunde Wasserschale auf. Darüber ist ein Relief angeordnet, das einen Wassergeist zeigt, dessen Maul Wasser speit. Der Brunnen ist trocken.

## Brunnen an der Frankenbrücke

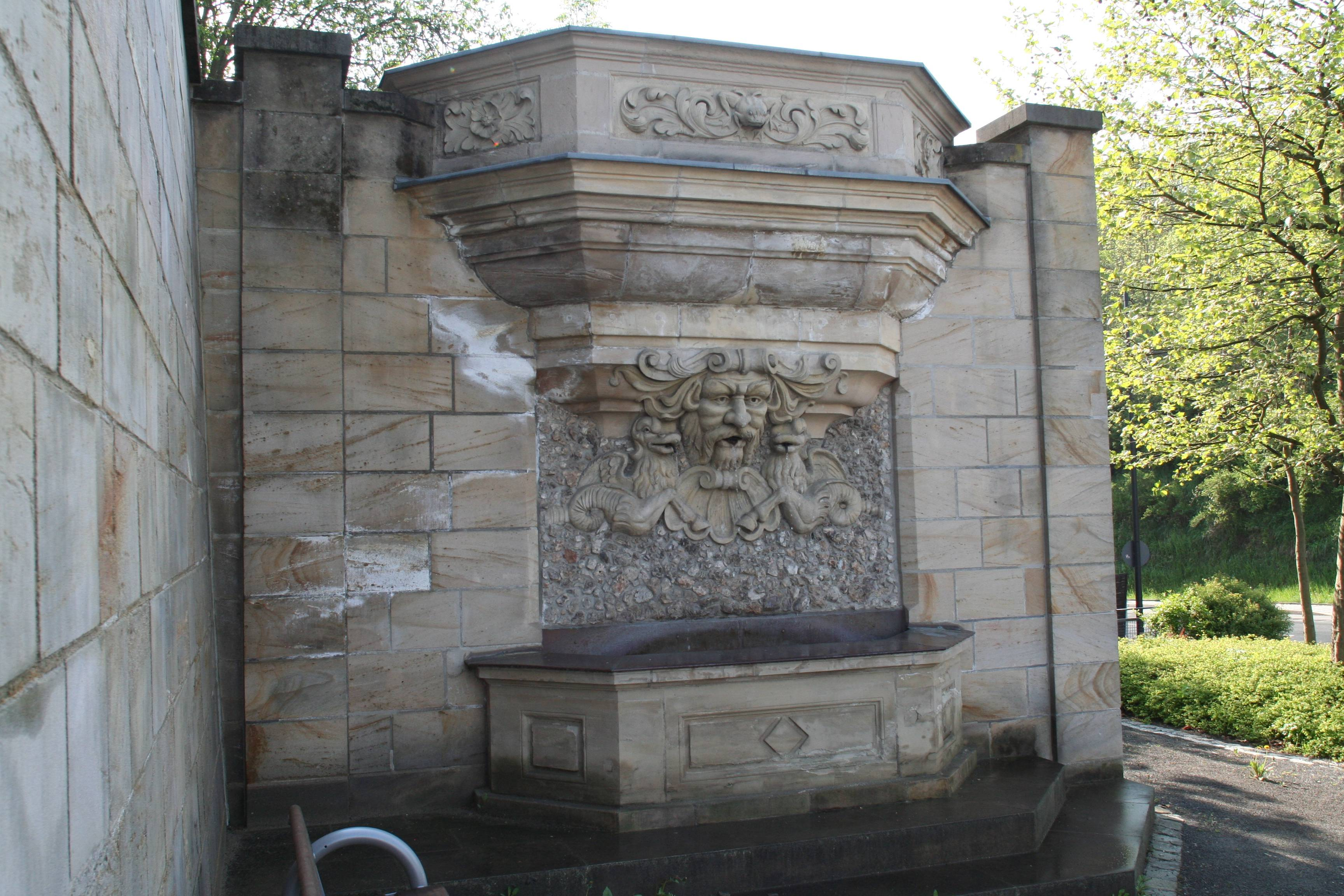
Brunnen an der Frankenbrücke

- Standort: Der Brunnen steht an der Kreuzung Marschberg/Hutstraße vor der Frankenbrücke, unterhalb des Hauses Marschberg 2 (50° 15′ 10,3″ N, 10° 57′ 27,1″ O).
- Geschichte: Der Wandbrunnen war Bestandteil der Hauptfassade des Jugendstil-Hauses Weichengereuth 3, das sich der Baumeister Carl Bauer im Jahr 1904 als repräsentatives Wohnhaus errichtete. Das Gebäude wurde für den Bau der Frankenbrücke abgerissen und der Brunnen an einem Trafohaus 1997, an Stelle des Oelbergbrunnens, neu errichtet.
- Beschreibung: Der historistische Laufbrunnen zeigt in seiner Brunnenwand eine große Löwenmaske eingerahmt von zwei Hippokampen. Die drei Reliefs besitzen Wasserspeier. Darunter ist ein flaches vorspringendes Becken angeordnet und darüber eine Terrassenbrüstung die Akanthusblätter mit einem Frosch zieren.

## Herzog-Alfred-Brunnen

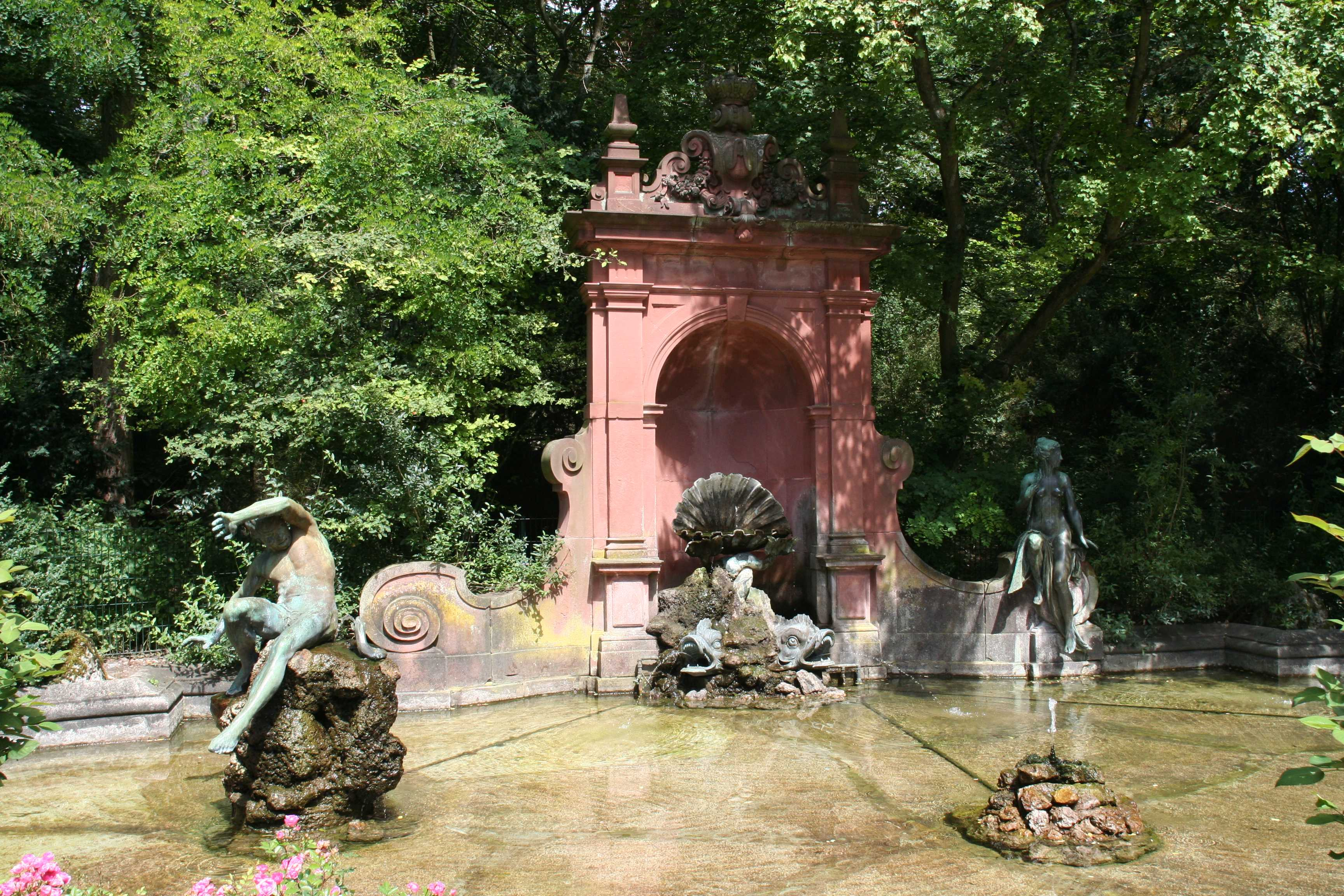
Herzog-Alfred-Brunnen

- Standort: Der Herzog-Alfred-Brunnen steht am nördlichen Rand des Coburger Hofgartens bei der Festungsstraße (50° 15′ 35,9″ N, 10° 58′ 22,6″ O).
- Geschichte: Auf Initiative der Herzogin Marie errichtete die Stadt Coburg zum Gedenken an den im Juli 1900 verstorbenen Herzog Alfred den Brunnen an Stelle eines Teiches. Am 9. September 1903 wurde der Brunnen ohne Feierlichkeiten seiner Bestimmung übergeben[1].
- Beschreibung: Der Herzog-Alfred-Brunnen wurde vom Hofmaurermeister Peter Renner errichtet. Vor einer halbrunden Muschelnischenwand sind zwei Delfin-Bronzeskulpturen, die von Carl Oehrlein stammen, als Wasserspeier angeordnet. Im flachen Wasserbecken ist mittig eine Fontäne und links die männliche Bronzefigur „Schreck“, ein Werk von Christoph Franz Peter, vorhanden. Rechts sitzt die weibliche Figur „Idylle“, ein Werk von August Sommer. Ein gebauchtes, barockisierendes Ziergitter begrenzt die Brunnenanlage.

## Sintflutbrunnen

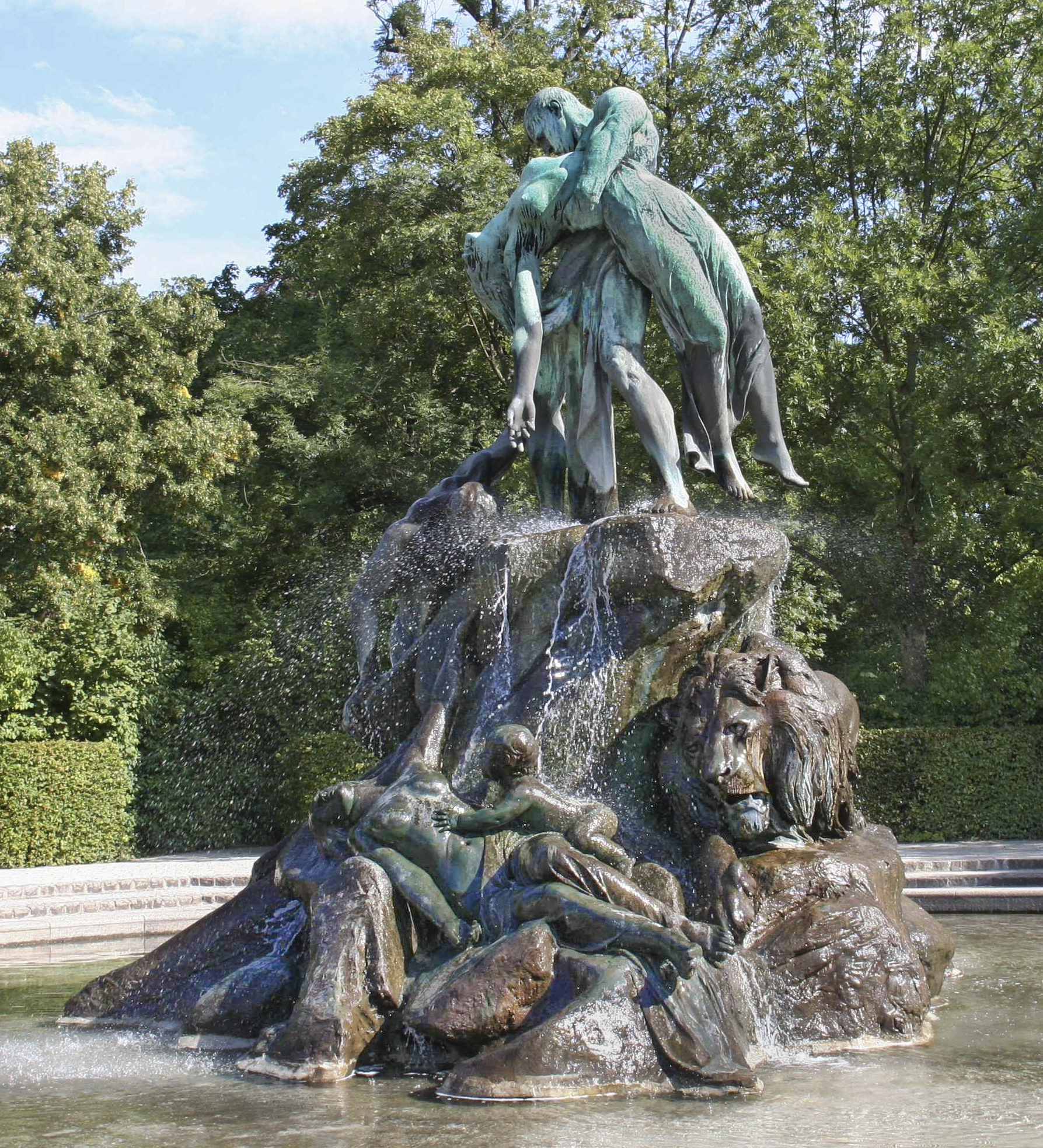
Sintflutbrunnen

- Standort: Der Sintflutbrunnen steht im südlichen Teil des Coburger Rosengartens (50° 15′ 5,6″ N, 10° 57′ 58,5″ O).
- Geschichte: Die Coburger Bürger schenkten den Brunnen ihrem Herzog Carl Eduard zur Erinnerung an den Beginn seiner Regentschaft im Jahr 1905. Am Sonntag, den 11. November 1906 wurde der Bronzeguss der monumentale Figurengruppe als Carl-Eduard-Brunnen in Anwesenheit des Herzogpaares eingeweiht.[2] Bis zur Umsetzung an das südliche Ende des Gartens im Jahr 1962 stand der Sintflutbrunnen in der Mitte des Rosengartens.
- Beschreibung: Der Sintflutbrunnen ist ein Werk des Coburger Künstlers Ferdinand Lepcke und eine Kopie des Sintflutbrunnens von 1898 für den Viktoria-Park im damals preußischen Bromberg. Die Skulptur zeigt, wie Mensch und Tier sich vor den Fluten bei unablässigen Regen, der durch einen Wasservorhang erzeugt wird, retten wollen.

## Alexandrinenbrunnen

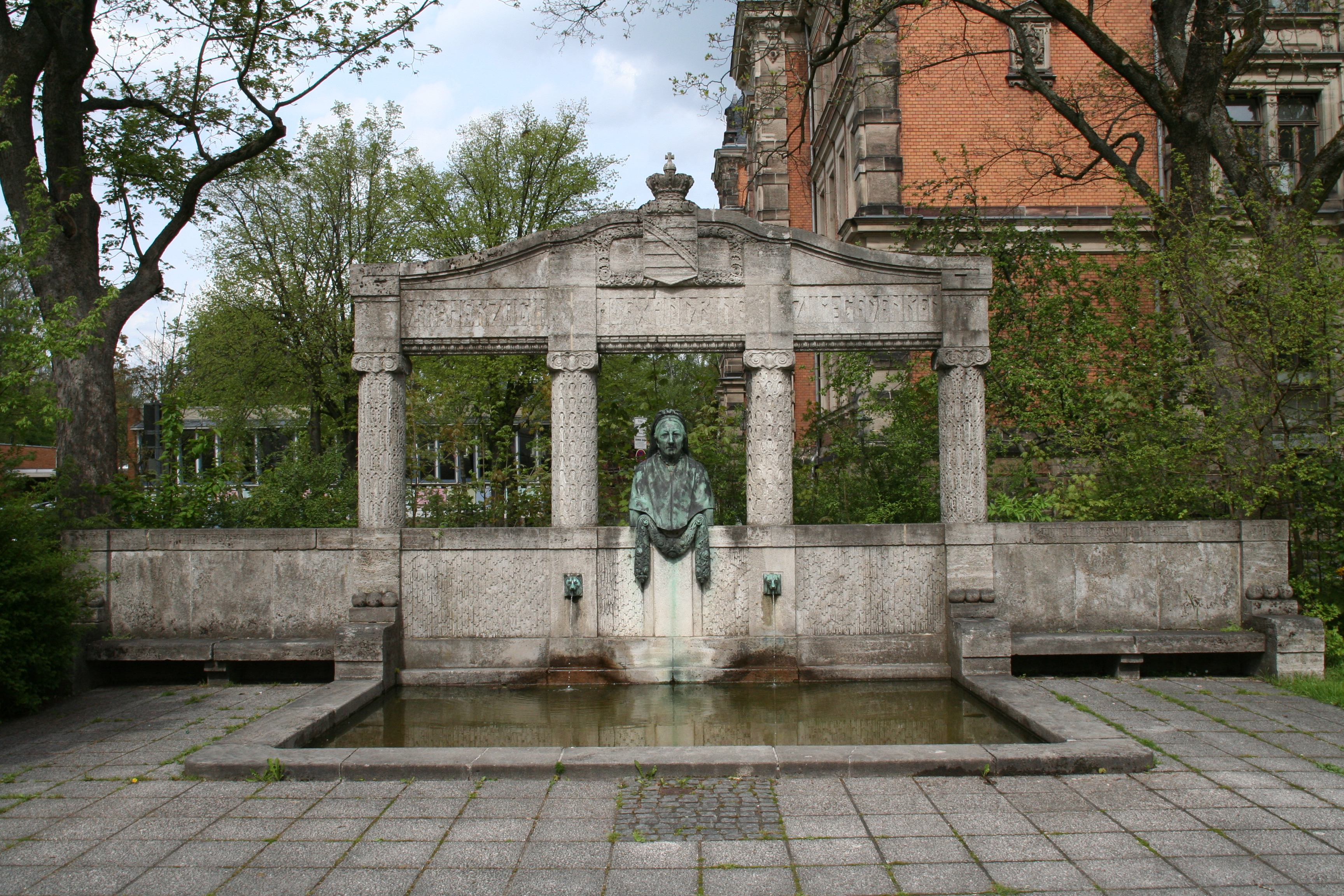
Alexandrinenbrunnen

- Standort: Der Alexandrinenbrunnen steht in der Alfred-Sauerteig-Anlage neben dem verbliebenen Portikusbau des Ernst-Alexandrinen-Volksbades. (50° 15′ 35,8″ N, 10° 57′ 36,7″ O).
- Geschichte: Am 27. August 1908 wurde der Brunnen zur Erinnerung an die Herzogin Alexandrine, Gattin von Herzog Ernst II., eingeweiht. Alexandrine hatte unter anderem der Stadt Coburg zum 1907 vollendeten Bau des Volksbades 120.000 Mark vermacht. Das Denkmal wurde vom Geheimen Staatsrat Julius Meßmer und seiner Frau Olga gestiftet. Der Entwurf der Anlage, ursprünglich direkt neben dem Eingang zum Bad angeordnet, stammt vom Coburger Stadtbaumeister Max Böhme, Otto Poertzel schuf die Bronzebüste und Paul Naumann das Wasserbecken mit einem Springbrunnen. Nach dem Abbruch des Volksbades im November 1977 wurde die Brunnenanlage 1978 im Rahmen der Neugestaltung der Grünanlage an die Grundstücksgrenze zur Rückertschule versetzt.
- Beschreibung: Der Zierbrunnen besteht aus einer viersäuligen, reich ornamentierten Natursteinwand in deren Mitte das Wappen des Hauses Sachsen-Coburg und Gotha den Giebel ziert. Seitlich sind steinerne Sitzbänke vorhanden. Zwischen den beiden inneren Säulen, unterhalb vom Wappen, ist die Büste der Herzogin Alexandrine angeordnet, davor liegt ein rechteckiges, flaches Wasserbecken mit einem Springbrunnen.

## Brunnen am Alexandrinum

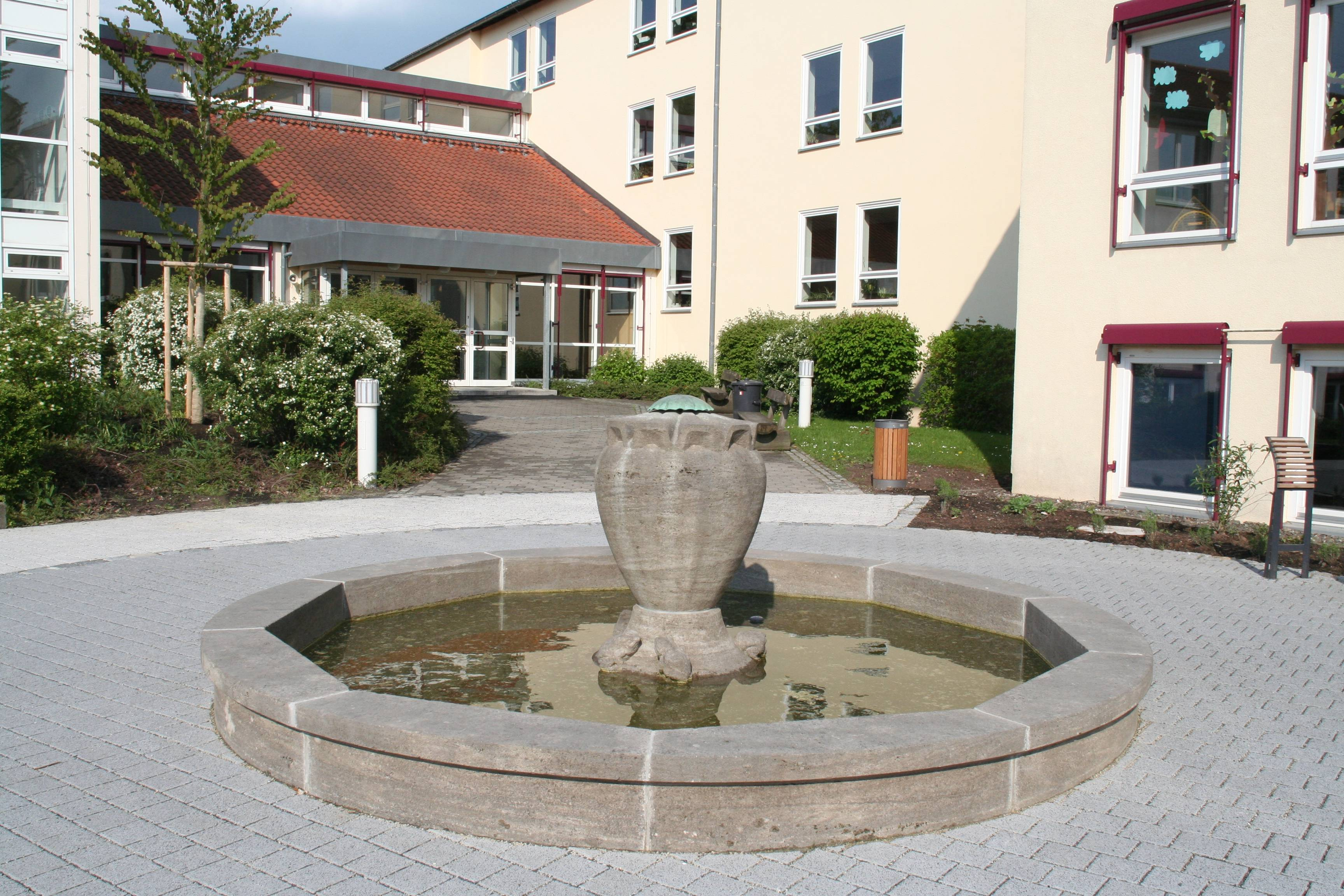
Brunnen am Alexandrinum

- Standort: Der Brunnen steht im Schulhof des Gymnasiums Alexandrinum (50° 15′ 20,8″ N, 10° 58′ 13,2″ O).
- Geschichte: Das Alter des Brunnens ist unbekannt. Die Schulgebäude wurden 1955 errichtet.
- Beschreibung: Der Brunnen besteht aus einer Steinvase auf der mittig ein Metalldeckel angeordnet ist, aus dem das Wasser sprudelt. Das fließt über die Vase in ein flaches, polygonales Steinbecken.

## Brunnen am Parkhaus Mauer

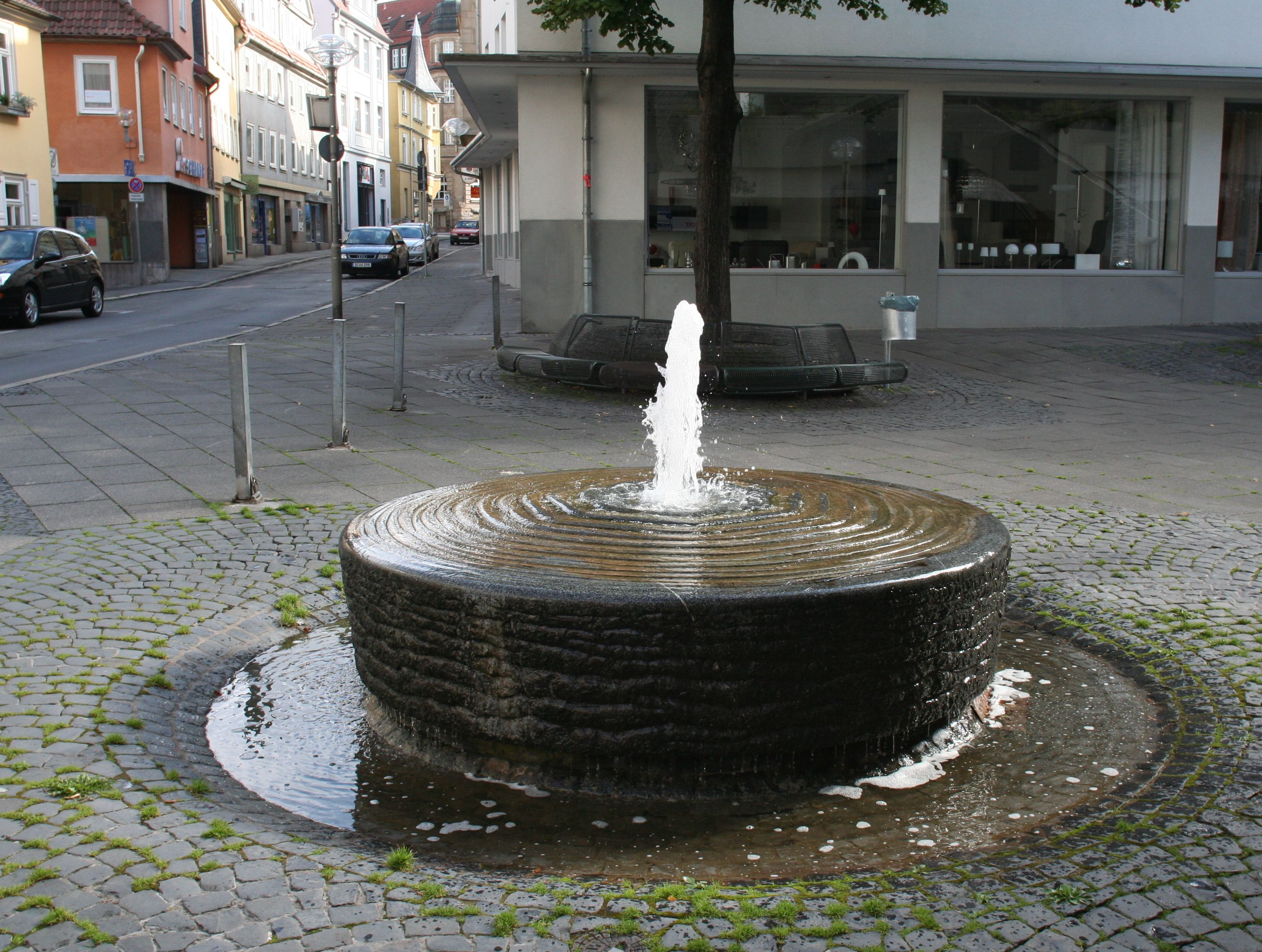
Brunnen am Parkhaus Mauer

- Standort: Der Brunnen steht in der Webergasse am Parkhaus Mauer gegenüber dem Haus 21 (50° 15′ 35″ N, 10° 57′ 48″ O).
- Geschichte: Der Brunnen wurde am 7. September 1977 im Rahmen des Neubaus des Parkhauses Mauer aufgestellt. Im Auftrag der Wohnbau GmbH entwarf und stellte der Coburger Bildhauer Egon Ruggaber den Brunnen her. Die Kosten betrugen etwa 37.500 DM. An fast gleicher Stelle stand der 7-Heller-Brunnen, der 1490 urkundlich erstmals erwähnt wurde. Im Jahr 1954 wurde der Pumpenschwengel-Brunnen im Zuge der Stadtquartiersanierung demontiert.
- Beschreibung: Der Brunnen ist als runder Quellstein gestaltet. Der sieben Tonnen schwere Brunnenstein besteht aus einem dunklen Granit aus Fürstenstein. Aus einem mittig angeordneten Qualler sprudelt das Wasser und fließt über den Stein in eine gepflasterte Rinne. Für die Wasserversorgung des Umlaufbrunnens sorgt eine Umwälzpumpe.

## Bahnhofsplatzbrunnen

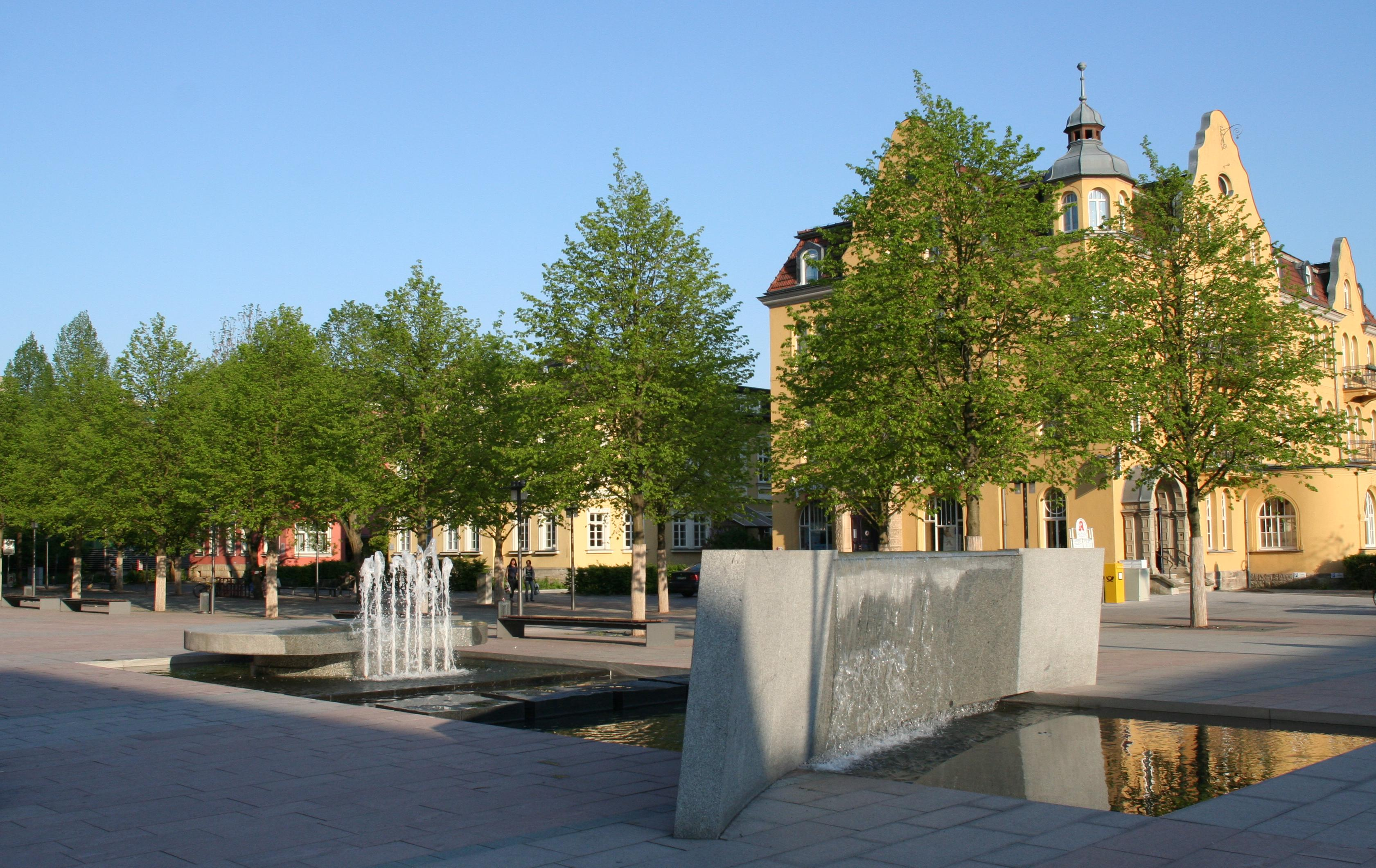
Bahnhofsplatzbrunnen

- Standort: Der Bahnhofsplatzbrunnen steht auf dem Bahnhofsplatz vor der Hauptverwaltung der Versicherungsgesellschaft HUK-COBURG (50° 15′ 47,6″ N, 10° 57′ 31,1″ O).
- Geschichte: Am 21. Mai 1980 wurde eine Brunnenskulptur des Nürnberger Bildhauers Heinz Heiber auf dem Bahnhofsplatz eingeweiht. Sie wurde von der HUK-COBURG zur Verschönerung des Platzes vor ihrem Hauptgebäude von 1970 gesponsert. Im Rahmen der Umgestaltung des Bahnhofplatzes stellte die HUK im Jahr 2007 eine neue Brunnenanlage auf, die der Münchner Künstler Manfred Mayerle entworfen hatte.
- Beschreibung: Die Brunnenplastik von 1980 bestand aus zwei gewölbten Granitblöcken mit jeweils 52 Tonnen Masse. Die Bearbeitung der ursprünglich 72 Tonnen schweren Blöcke durch Heinz Heiber dauerte etwa ein dreiviertel Jahr. Der heutige Brunnen besteht aus einer gekrümmten und geneigten 9,5 Meter langen Wasserwand mit einem Wasserfall, einem 17,04 Meter langen und 5,54 Meter breiten Becken sowie einer drehenden Wasserscheibe.[3][4]

## Brunnen in der Lossaustraße

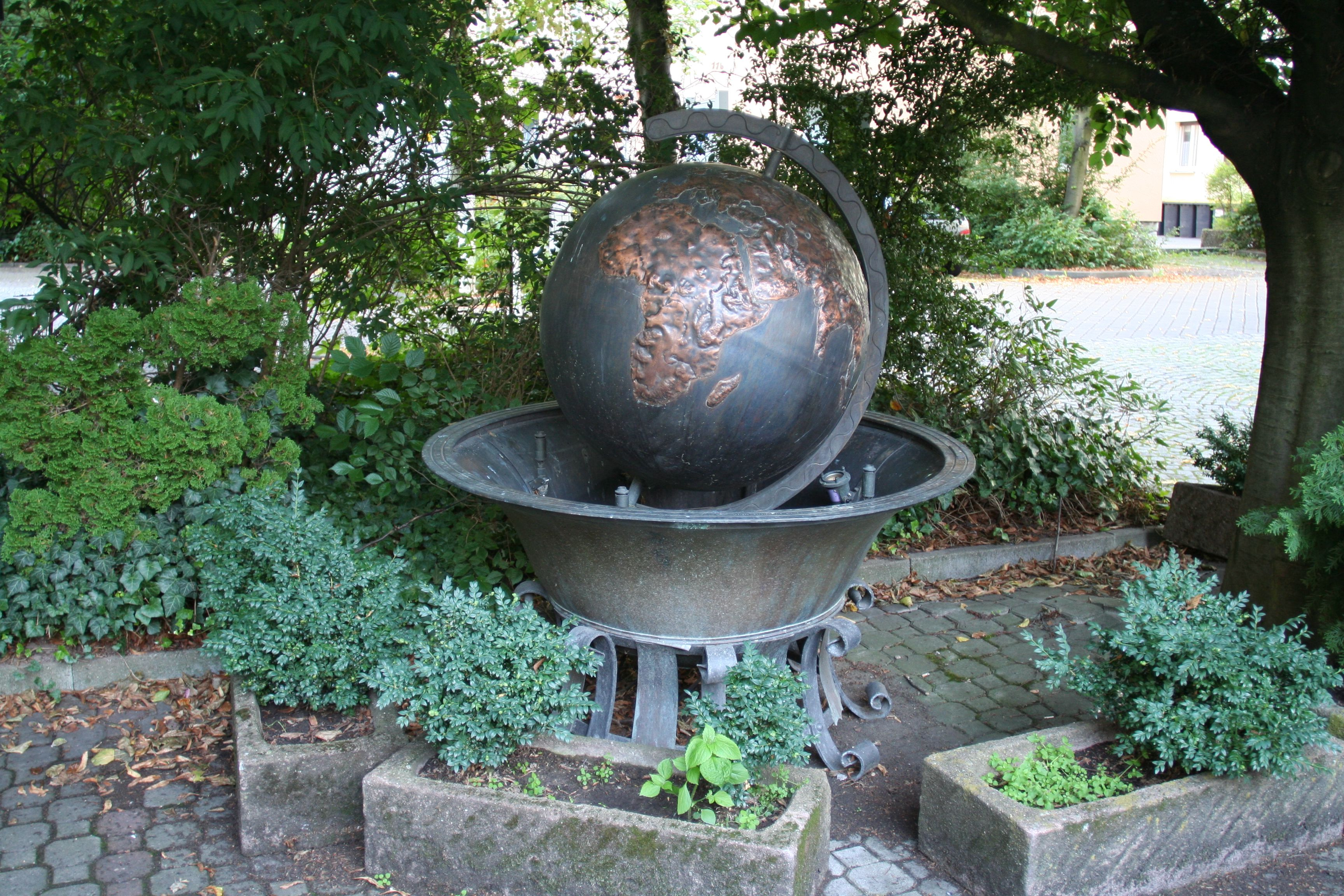
Brunnen Hotel Stadt Coburg

- Standort: Der Brunnen steht auf dem rückwärtigen Parkplatz des Hotels Stadt Coburg in der Lossaustraße 12 (50° 15′ 53,9″ N, 10° 57′ 29,4″ O).
- Geschichte: Im Jahr 1980 ließ die Besitzerin des Hotels Stadt Coburg den Brunnen vom Coburger Kunstschlossermeister Geiger herstellen und vor dem Hotel in der Lossaustraße aufstellen. Nach häufigen, mutwilligen Beschädigungen wurde sein Standort hinter das Hotel verlegt.
- Beschreibung: Der nicht mehr funktionsfähige Brunnen besteht aus einem metallenen Weltglobus, der in einer metallenen Wasserschale angeordnet ist. Die Weltkugel wurde von unten durch Lampen angeleuchtet und durch Wasserdüsen angespritzt.

## Brunnen vor dem Finanzamt

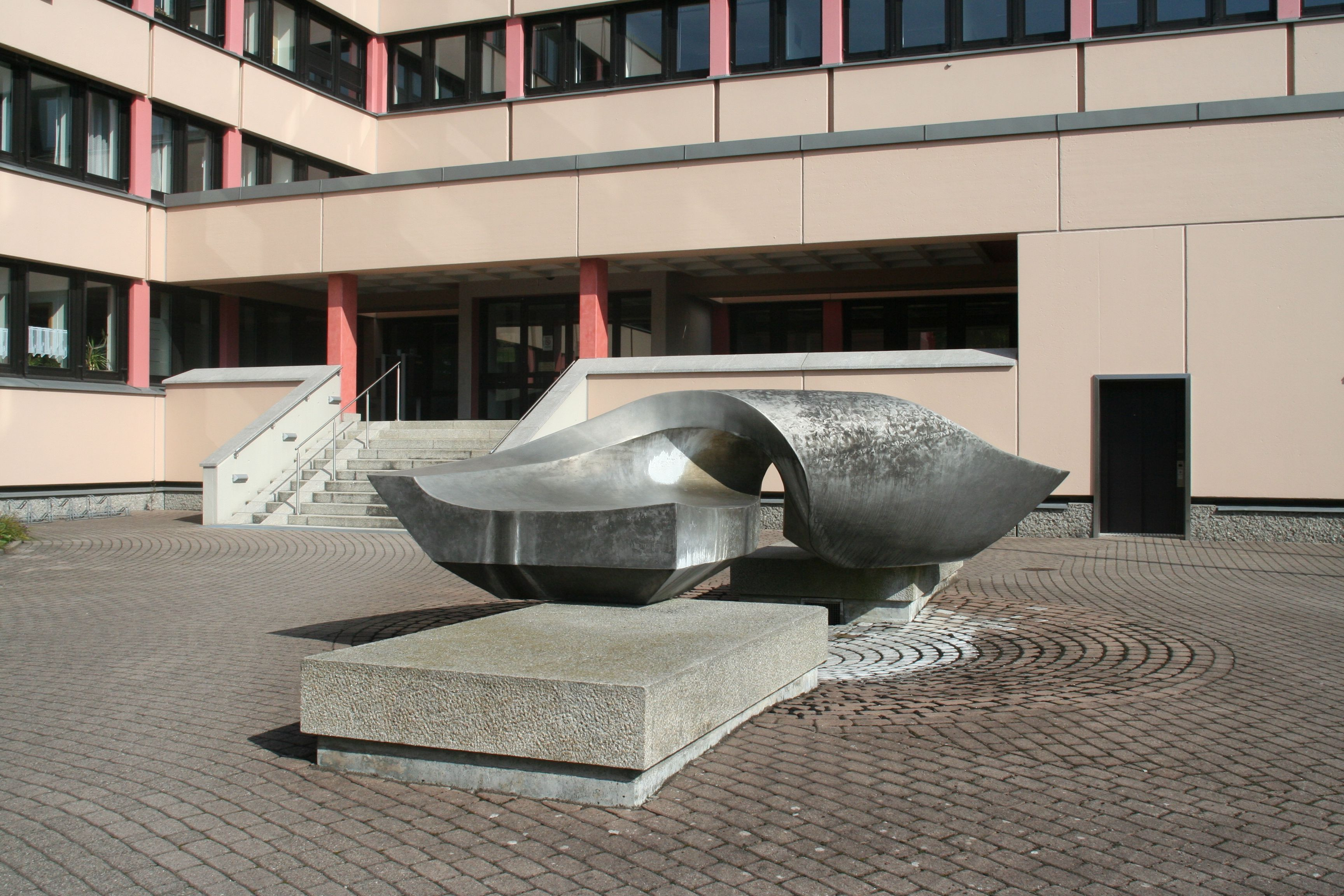
Finanzamtbrunnen

- Standort: Der Brunnen steht vor dem Coburger Finanzamt in der Rodacher Straße 4 (50° 16′ 14,7″ N, 10° 57′ 52,4″ O).
- Geschichte: Im Jahr 1981 begann der Neubau des Finanzamtes an der Rodacher Straße, der Einzug folgte im Sommer 1983. Im Rahmen von Kunst am Bau wurde zur Aufwertung des Vorplatzes ein Brunnen des Künstlers Erich Hiemisch aufgestellt.
- Beschreibung: Die Brunnenplastik besteht aus Aluminium-Guss und steht auf zwei Granitsockeln. Sie weist eine Ähnlichkeit mit einer Schraube auf. Im Volksmund wird sie „Steuerschraube“ genannt. Der Brunnen ist seit den 1990er Jahren defekt. Eine Reparatur muss aus Kostengründen unterbleiben.

## Brunnen in der Anna-B.-Eckstein-Anlage

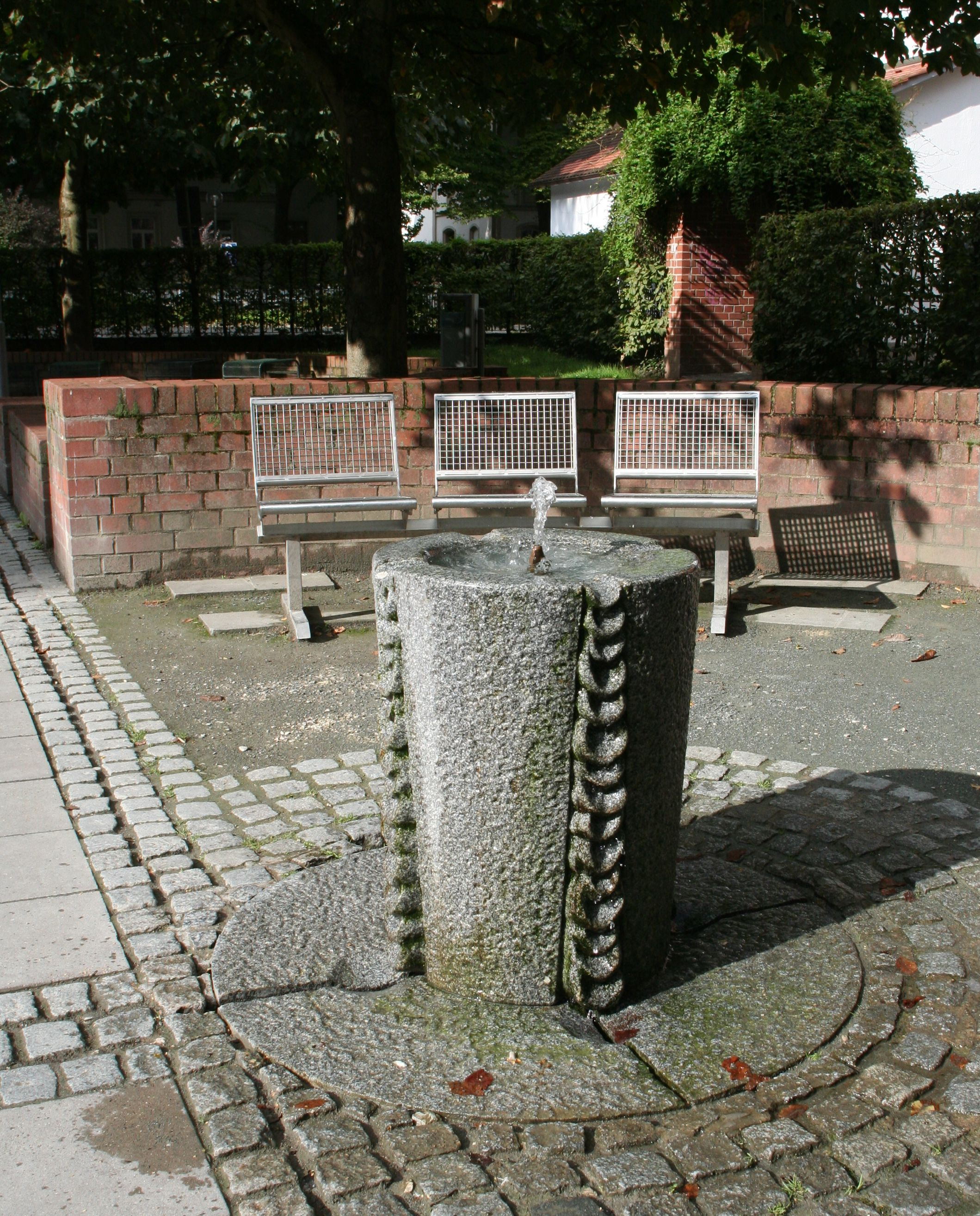
Brunnen Eckstein-Anlage

- Standort: Der Brunnen steht in der Anna B. Eckstein-Anlage zwischen der Mohrenstraße und der Walkmühlgasse beziehungsweise Mühlgasse (50° 15′ 38,3″ N, 10° 57′ 45,1″ O).
- Geschichte: Im Jahr 1985 wurde der Brunnen in einer Grünanlage errichtet, die am 4. Mai 1987 nach Anna Bernhardine Eckstein benannt wurde. Die Lehrerin und Pazifistin wurde 1868 in Coburg geboren, reiste 1884 in die USA, kehrte gegen 1910 zurück und starb 1947 in Coburg. Als Vorkämpferin für den Weltfrieden überreichte sie auf der zweiten Haager Friedenskonferenz 1907 eine Petition mit mehr als einer Million Unterschriften. 1919 veröffentlichte sie das Buch „Staatenschutz-Vertrag zur Sicherung des Weltfriedens“. 1919 trat sie der Deutschen Liga für Völkerbund bei.
- Beschreibung: Der Brunnen des Coburger Bildhauers Egon Ruggaber kostete 9300 DM. Er besteht aus einer runden Steinsäule mit einem oben angeordneten kleinen, flachen Wasserbecken.

## Brunnen am Albertinum

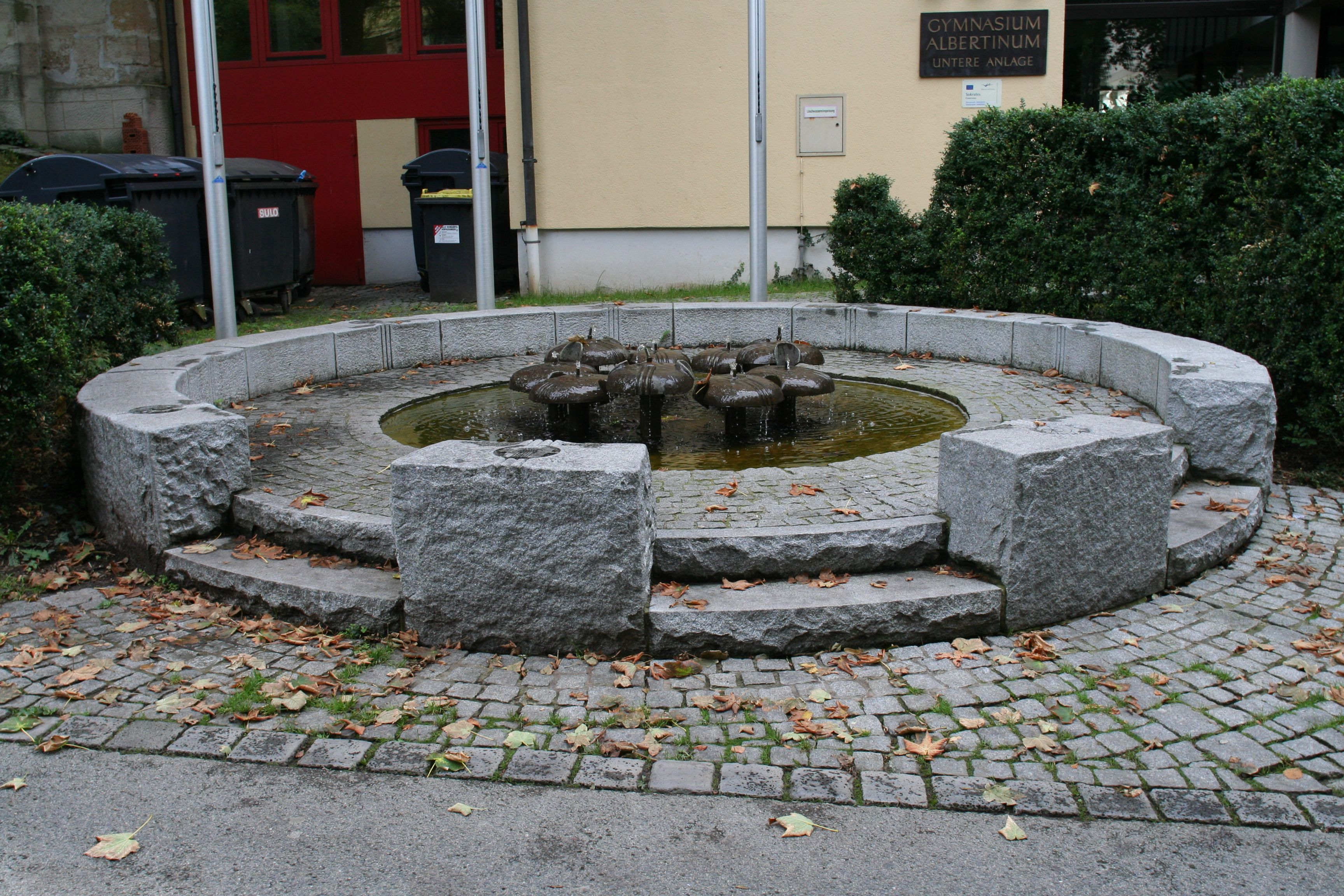
Brunnen am Albertinum

- Standort: Der Brunnen steht in der Unteren Anlage 1 vor dem Gymnasium Albertinum (50° 15′ 23″ N, 10° 57′ 55″ O).
- Geschichte: Der Brunnen wurde im Rahmen des Erweiterungsbaues des Gymnasiums Albertinum, der am 26. Juli 1985 eingeweiht wurde, zur Aufwertung des neuen Schuleingangs errichtet.
- Beschreibung: Inspiriert vom musischen Gymnasium Albertinum entwarf und stellte der Coburger Bildhauer Egon Ruggaber den Musenbrunnen her. Die neun pilzförmig gestalteten Wasserspeier sind unterschiedlich stark im Material und symbolisieren die neun Musengöttinnen. Um die Pilze ist ein flaches und rundes Wasserbecken angeordnet, das durch eine steinerne Sitzbank begrenzt wird. Über zwei Stufen und drei Durchbrüche in der Sitzbank ist das Betreten der Brunnenanlage und ein Verweilen auf der Sitzbank möglich.

## Gurken-Alex-Brunnen

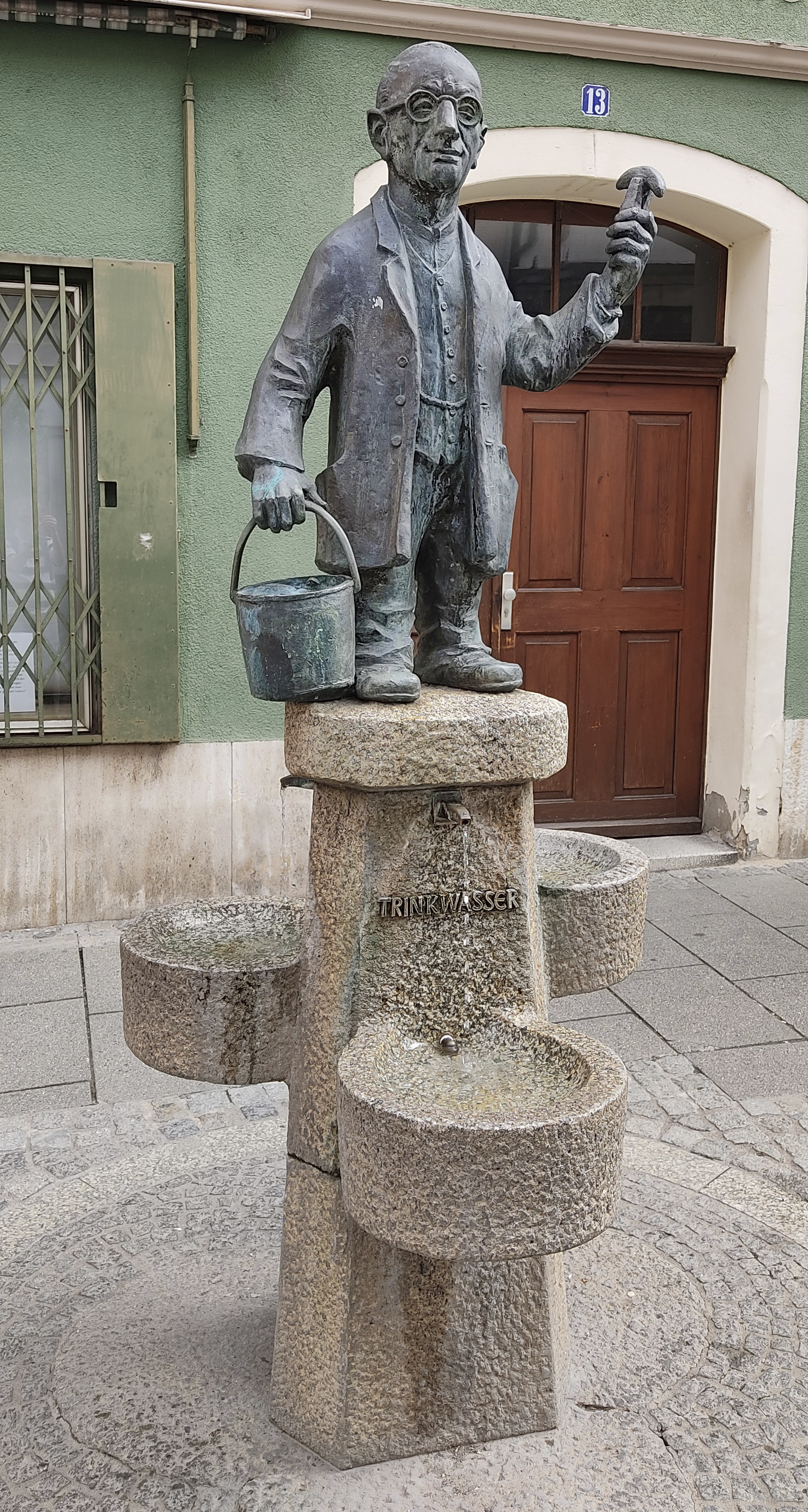
Gurken-Alex-Brunnen

- Standort: Der Gurken-Alex-Brunnen steht in der Mitte der Herrngasse vor dem Haus 13, an der Einmündung der Theatergasse (50° 15′ 30,7″ N, 10° 57′ 58,4″ O).
- Geschichte: Der Brunnen wurde zur Erinnerung an Alexander Otto (* 26. August 1884; † 23. März 1960) am 18. April 1986 eingeweiht. Otto, als fliegender Händler tätig, wurde im Volksmund Gurken-Alex genannt, da er auf Volksfesten und in Gasthäusern die Salzgurken, sogenannte „Kümmerlinge“, aus Eimern verkaufte. Bekannt waren seine Redegewandtheit und Schlagfertigkeit. Trotz einer starken Sehschwäche war er humorvoll und lebte selbständig.[5] Auf Initiative des Faschingsvereins Narhalla Coburg wurde eine Spendenaktion für den 55.000 DM teuren Brunnen durchgeführt und der Trinkwasserbrunnen errichtet.
- Beschreibung: Die Brunnensäule aus Stein, mit drei kleinen, versetzten Becken, schuf der Coburger Bildhauer Egon Ruggaber. Die Bronzeplastik des Gurken-Alex stammt von Hans Kohler. Im Brunnenstock wurden das Coburger Tageblatt vom 18. April 1986 und Kopien der Einweihungsreden eingelassen.

## Gerberbrunnen

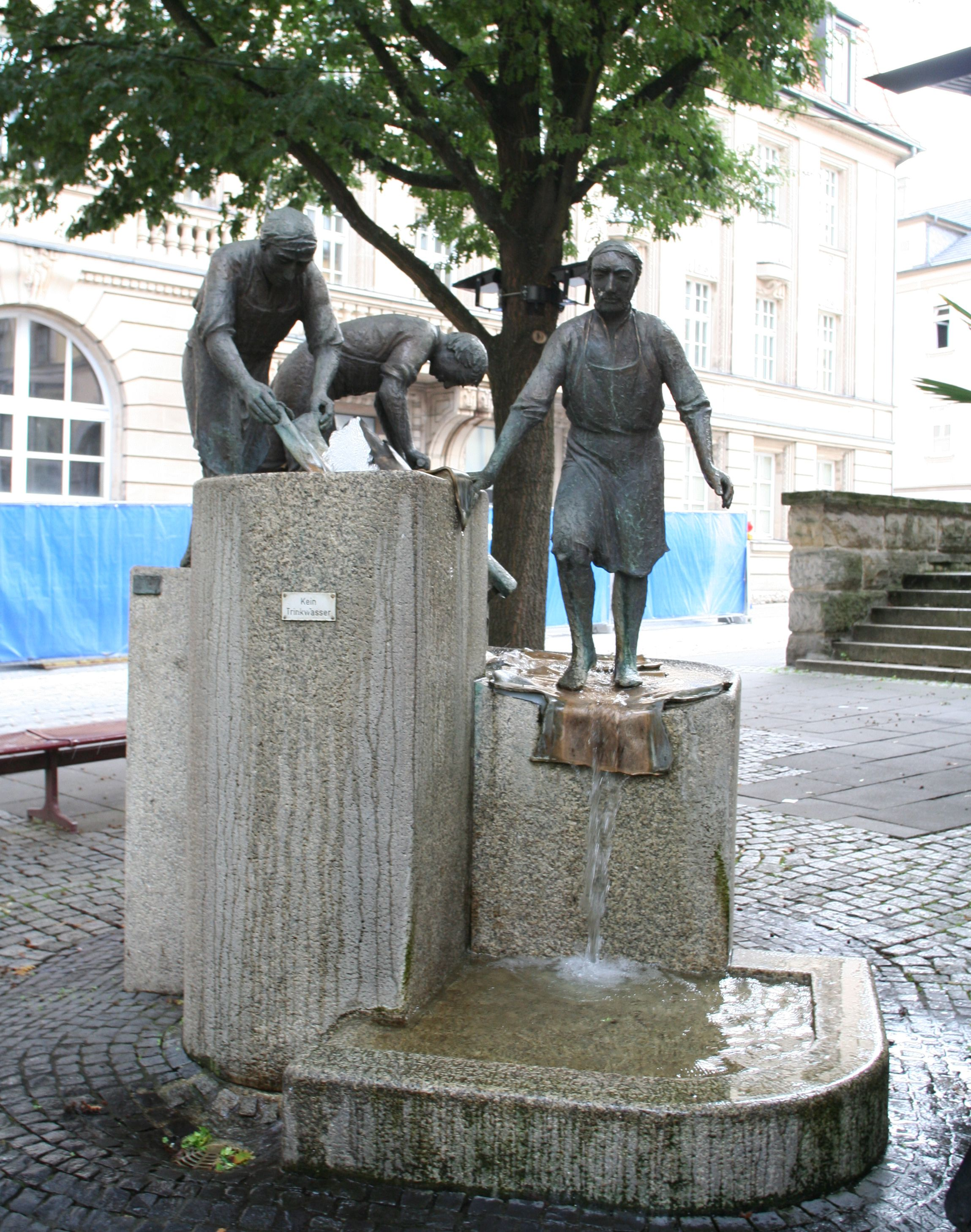
Gerberbrunnen

- Standort: Der Gerberbrunnen steht am Anfang der Mohrenstraße, auf dem Platz vor dem Gräfsblock (50° 15′ 37″ N, 10° 57′ 53″ O).
- Geschichte: Der Brunnen wurde zur Erinnerung an die Gerberzunft am 3. Oktober 1987 eingeweiht. Gerber wurden erstmals 1474 in Coburg urkundlich erwähnt. Da sie für ihr Handwerk Wasser brauchten, siedelten sie am Hahnfluss und hatten ihr Zentrum im Lohgraben sowie in der Gerbergasse. Die Brunnenplastik schuf der Bildhauer Franz O. Lipp. Der Sockel und die zugehörigen Installationen stammen von der Firma Kaltenbach. Die Kosten des Gerberbrunnens betrugen 720.000 DM.
- Beschreibung: Die Brunnenplastik zeigt arbeitende Gerber. Ein Vers von Hans Sachs über den Arbeitsprozess der Gerber schmückt das Wasserbecken.

„Die Heute die henck ich in den Bach,

Werff sie in den Escher darnach.

Dargleich die Kalbfel auch also

Darnach wirff ich sie in das Loh

Da sie ruhe ein zeit erlangn

Darnach henck ichs auff an Stangn

Wüsch darnach ab mit einem Harwüsch

Und habs feyl auff dem Leder-Tisch“

## Röhrenbrunnen in der Brückenstraße

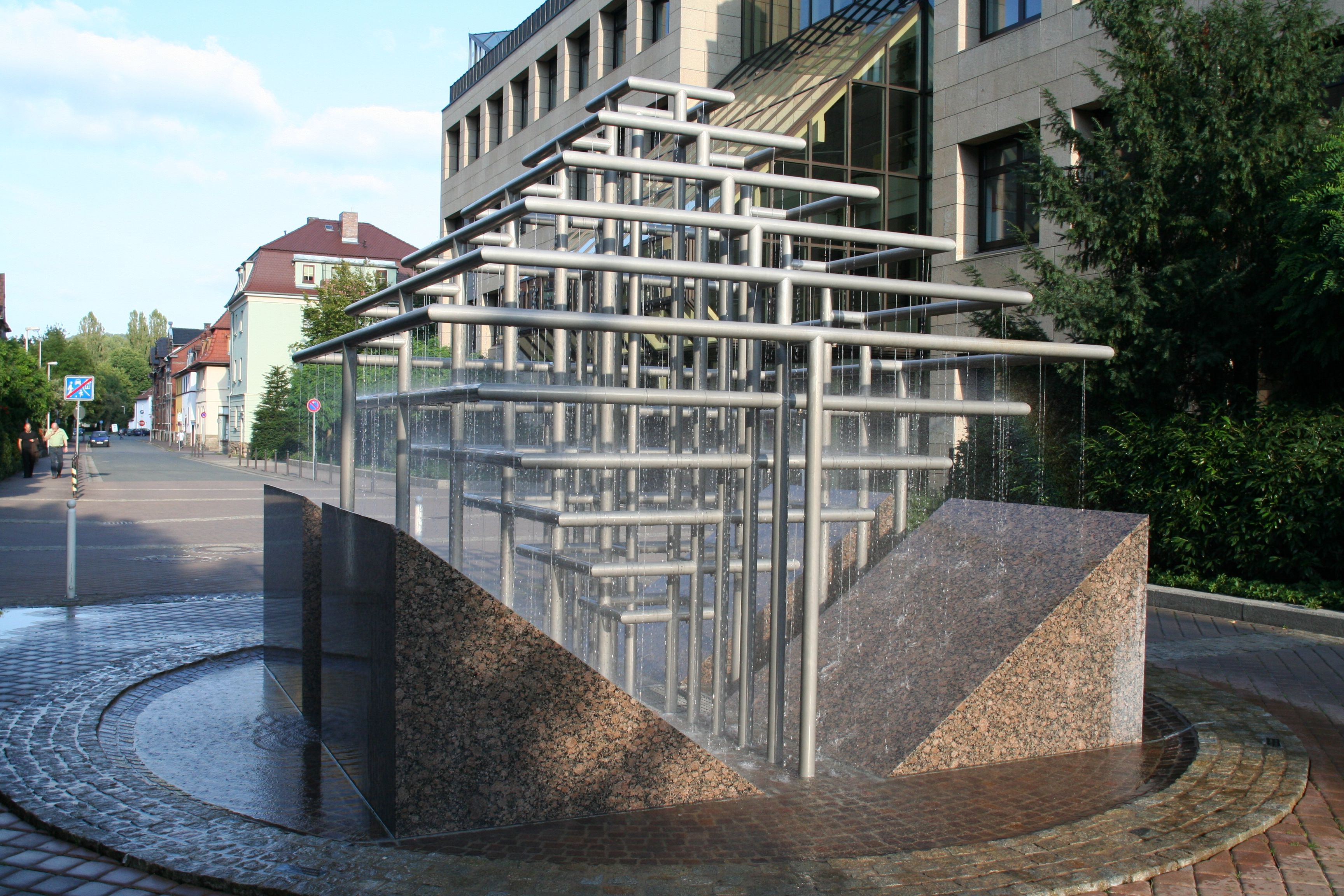
Röhrenbrunnen Brückenstraße

- Standort: Der Röhrenbrunnen steht in der Brückenstraße, zwischen Lossau- und Raststraße, vor einem Verwaltungsgebäude der HUK (50° 15′ 53,7″ N, 10° 57′ 31,3″ O).
- Geschichte: Die Brunnenplastik des Stuttgarters Künstlers Georg Karl Pfahler wurde im Juni 1990 eingeweiht. Auftraggeber war die Versicherungsgesellschaft HUK-COBURG, die einen Brunnen zur Aufwertung des Platzes vor ihrem Verwaltungsgebäude aufstellen ließ.
- Beschreibung: Entsprechend der Vorgabe der HUK nach einem transparenten, offenen und durchlässigen Brunnen entwarf Pfahler das Kunstwerk. Es besteht aus 200 Metern Edelstahlrohren, die zwischen vier balticbraunen Granitblöcken angeordnet sind. Das gepflasterte Wasserbecken ist in das Straßenpflaster integriert. Für die Wasserversorgung des Umlaufbrunnens sorgt eine Umwälzpumpe.

## Brunnen am Zentralen Omnibusbahnhof

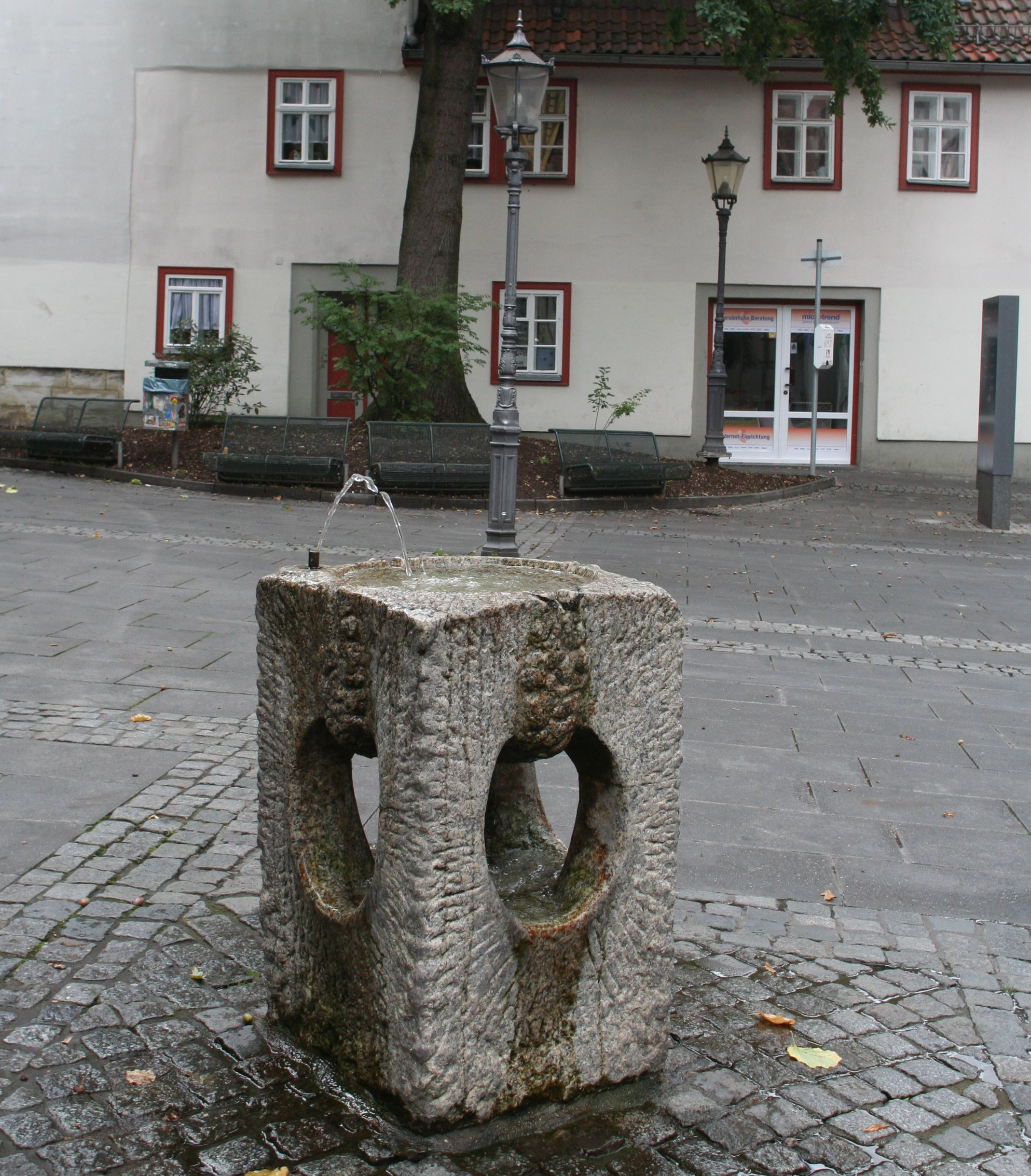
Brunnen

- Standort: Der Brunnen steht in der Lossaustraße am Zentralen Omnibusbahnhof bei der Toilettenanlage.(50° 15′ 43,4″ N, 10° 57′ 29,5″ O)
- Geschichte: Der Brunnen stammt vom Coburger Bildhauer Egon Ruggaber und wurde 1992 zur Aufwertung des kleinen Platzes hinter dem Parkhaus Post, wo sich die Schenkgasse und Mühlgasse kreuzen, aufgestellt. (50° 15′ 45″ N, 10° 57′ 54,4″ O)  Er kostete etwa 12.900 DM. Im Jahr 2021 wurde er an den Zentralen Omnibusbahnhof versetzt.
- Beschreibung: Die quadratische Brunnensäule besteht aus einem Granitstein, aus dem zwei kreisförmige, durchgehende Löcher herausgebohrt sind. Oben ist ein kleines, rundes Becken mit dem Wasserspender angeordnet. Der Brunnen wird aus dem Wasserversorgungsnetz gespeist.

## Brunnen an der Morizkirche

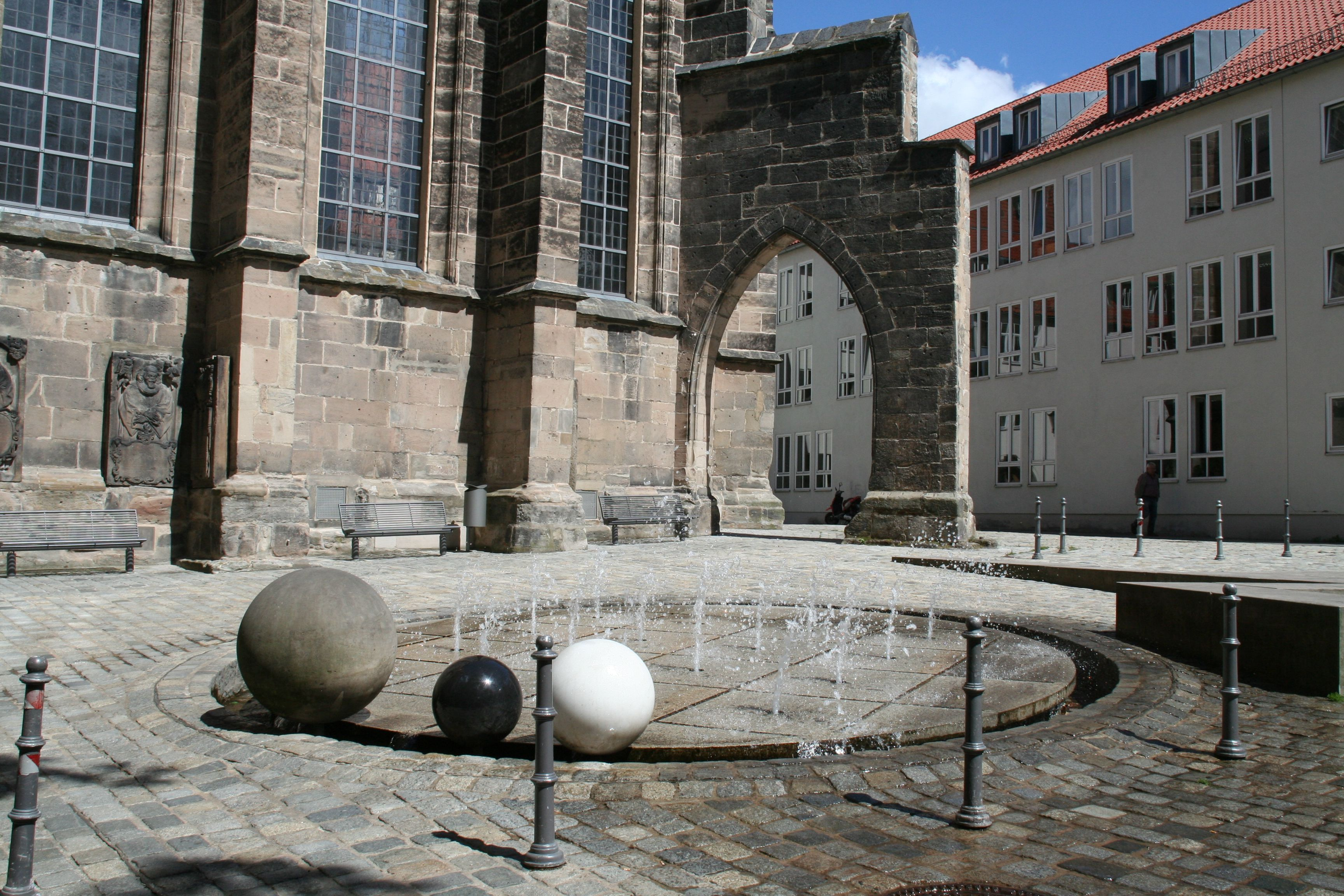
Brunnen an der Morizkirche

- Standort: Der Brunnen steht in der Pfarrgasse, auf einem Platz zwischen der Morizkirche und dem Bauamt der Stadt Coburg. (50° 15′ 25,4″ N, 10° 58′ 0″ O).
- Geschichte: Der Brunnen entstand im Rahmen der Neugestaltung der Freiflächen vor der Morizkirche. Er wurde am 30. Mai 2002 eingeweiht. Der Entwurf stammt vom Münchner Künstler Manfred Mayerle, der sich von Murmeln inspirieren ließ, die bei Ausgrabungen an der Morizkirche gefunden wurden.
- Beschreibung: Drei unterschiedlich große Steinkugeln und eine große, runde in Quadrate unterteilte Scheibe symbolisieren das Murmelspiel. Die schräge Platte weist 16 Wasserfontänen auf, von denen vier zur Viertelstunde, acht zur halben Stunde, zwölf zur Dreiviertelstunde und schließlich alle sechzehn zur vollen Stunde sprudeln.

## Brunnen Albertsplatz

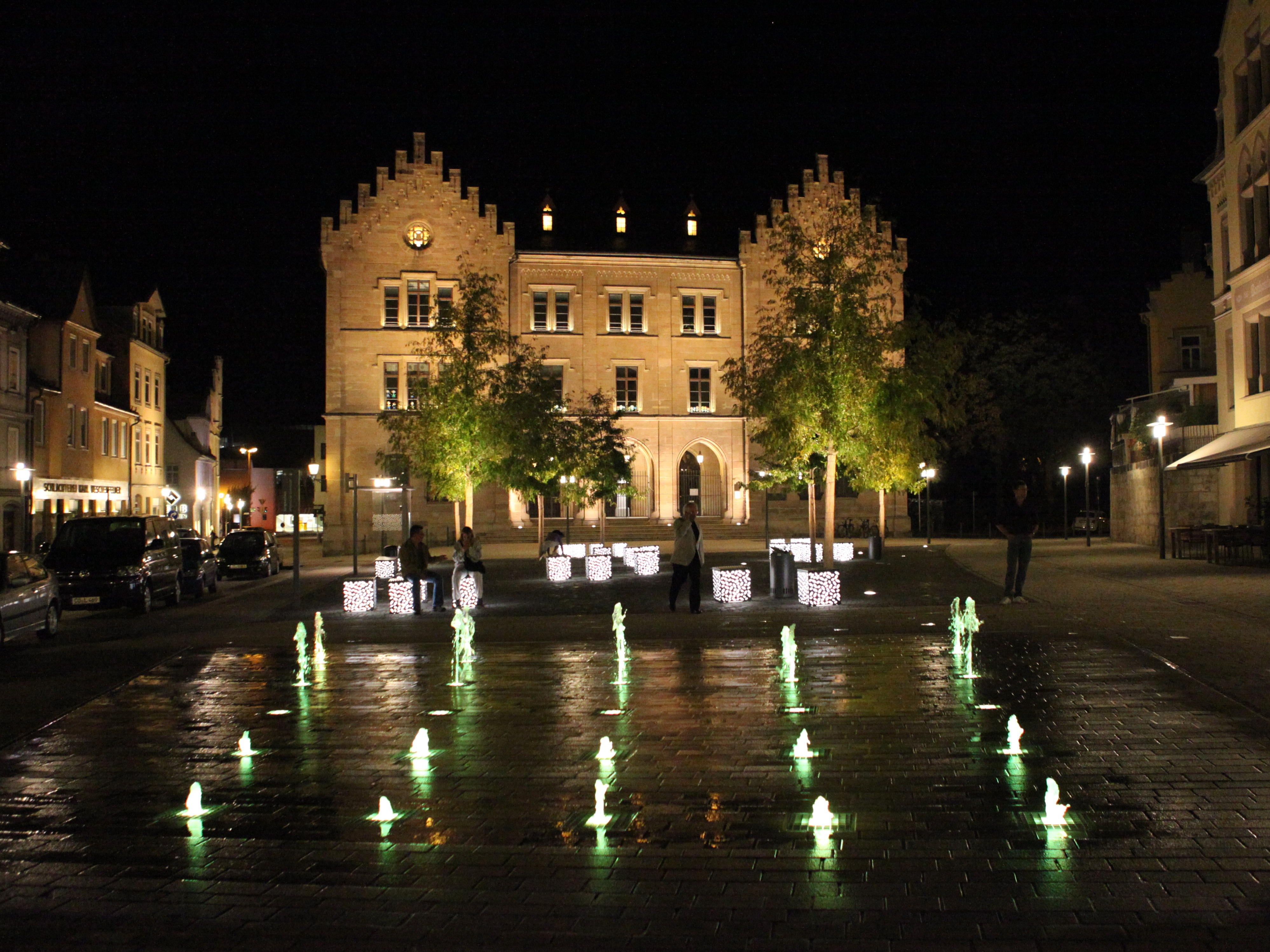
Brunnen auf dem Albertsplatz vor der Lutherschule

- Standort: Der Brunnen steht am östlichen Ende des Albertsplatzes.(50° 15′ 23,5″ N, 10° 57′ 49,6″ O).
- Geschichte: Der Brunnen entstand für rund 190.000 Euro im Rahmen der Neugestaltung des Albertsplatzes. Er wurde am 6. November 2011 eingeweiht.
- Beschreibung: Der Brunnen hat 25 Fontänen, die von einzeln angesteuerten Pumpen erzeugt und von unten beleuchtet werden. Sechs verschiedene Fontänenbilder werden abwechselnd computergesteuert alle fünf Minuten gezeigt. Die Höhe der Wassersäulen, bis zu zwei Meter, und die Formation des Wasserspiels ist mit im Boden installierten Sensoren von den Passanten beeinflussbar.

## Galerie weiterer Brunnen

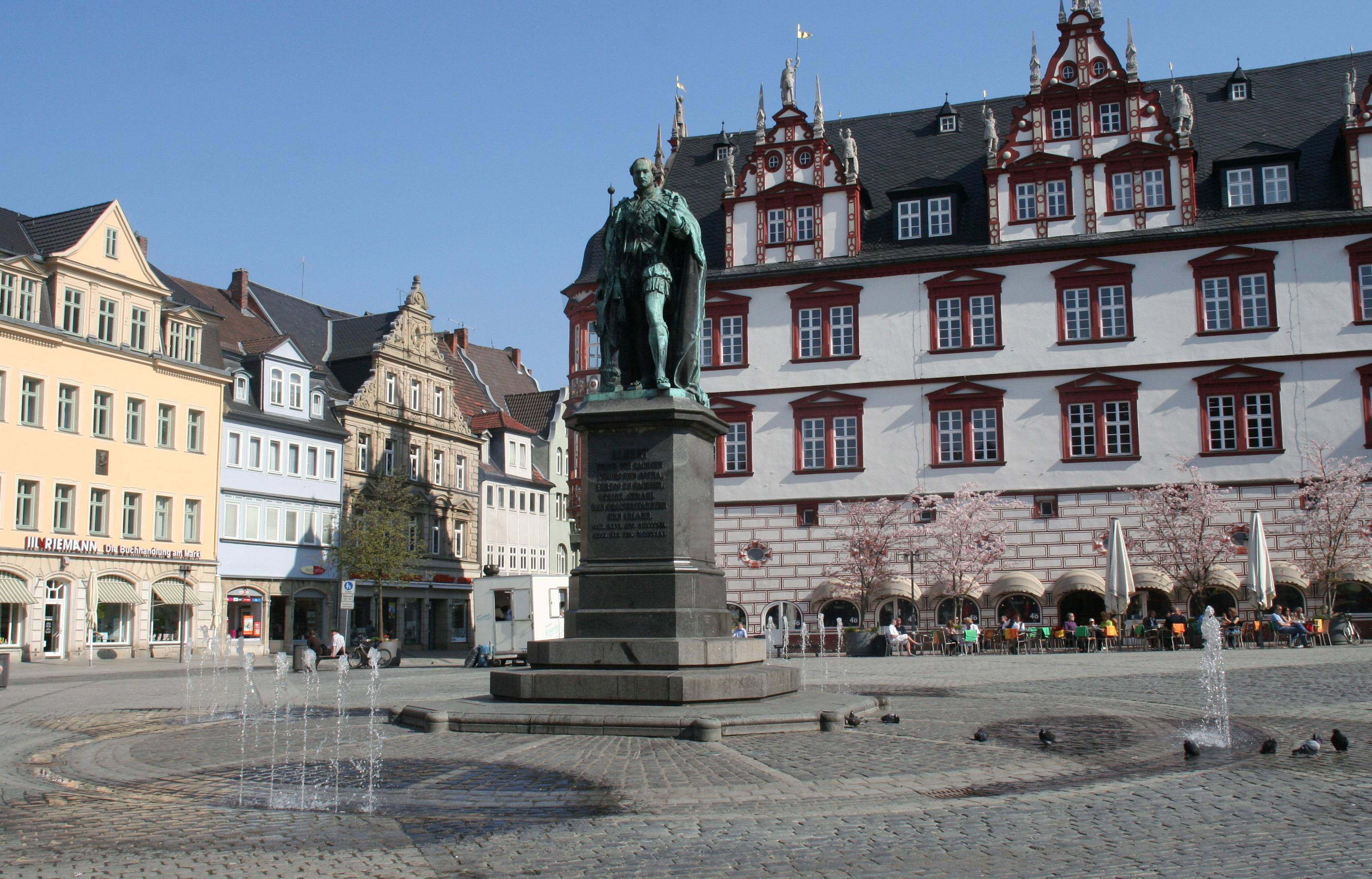
Brunnen um Prinz-Albert-Denkmal, Marktplatz (50° 15′ 29,9″ N, 10° 57′ 53″ O)
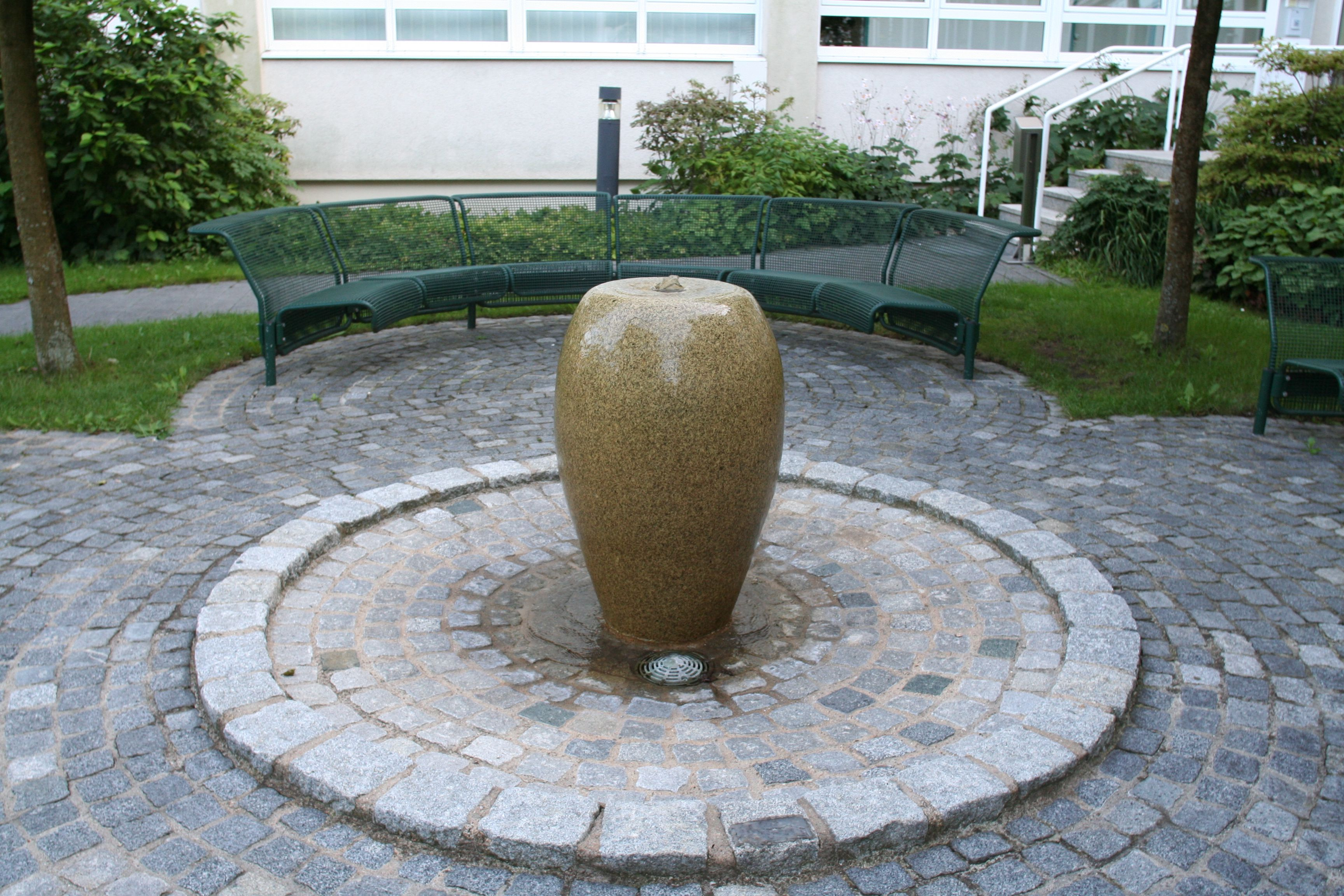
Brunnen bei der HUK Zugang Callenbergerstr. (50° 15′ 55,5″ N, 10° 57′ 29,7″ O)
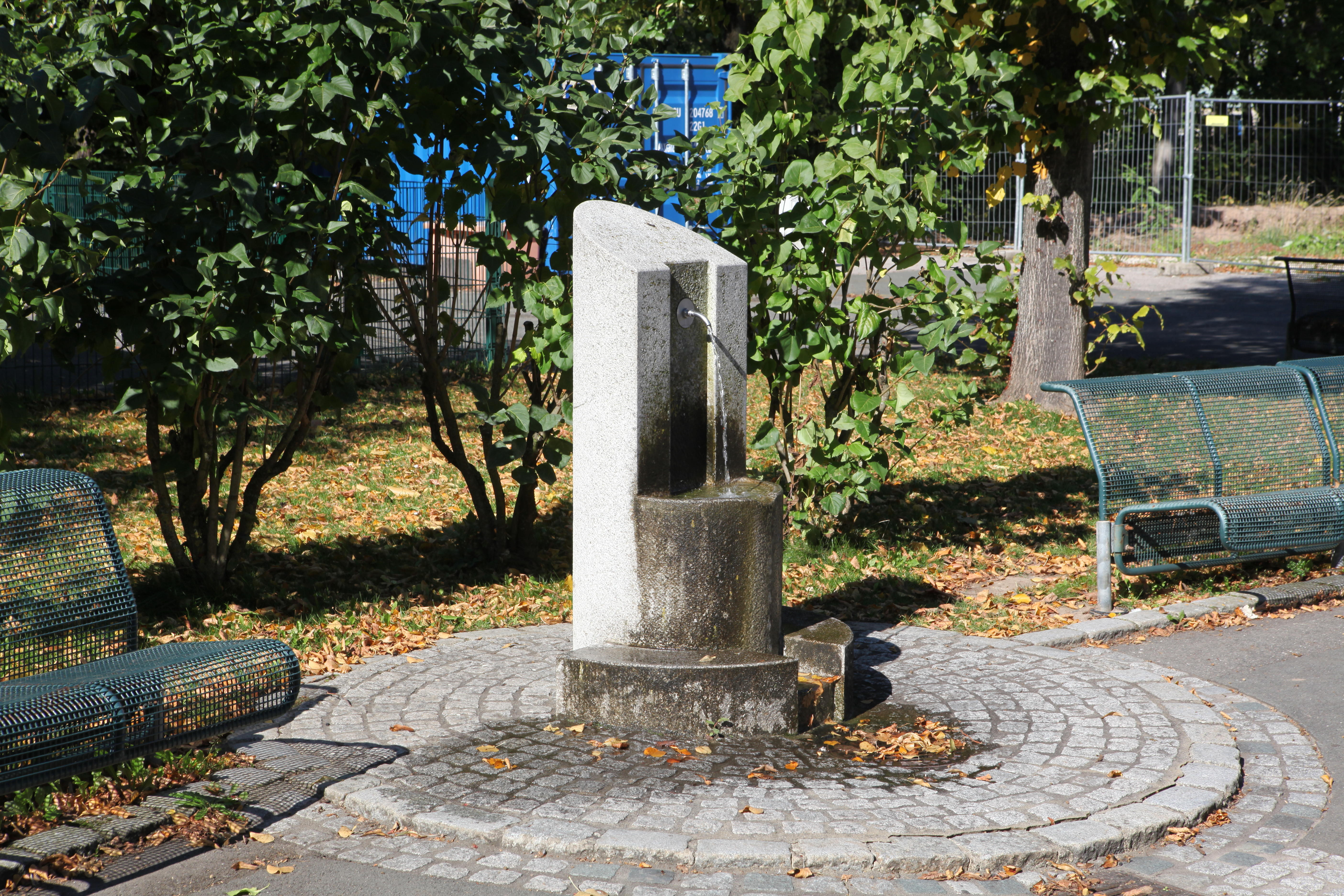
Brunnen bei der Rückert-Mittelschule (50° 15′ 37,2″ N, 10° 57′ 36,5″ O)